# 2017年のラジオ (日本)
2017年のラジオ (日本)では、2017年の日本のラジオ番組、その他ラジオ界の動向について記す。

## 主な番組関連の出来事

### 1月
- 1日
  - ニッポン放送にて、歌手・タレントの高橋みなみと作家の朝井リョウがパーソナリティを務める『高橋みなみと朝井リョウ ヨブンのこと』（日曜 22:30 - ）が放送開始[1]。
  - 【千葉県】BAYFMの日曜夜の草彅剛と香取慎吾がパーソナリティーを務める『SMAP POWER SPLASH』が、前日（前年12月31日）をもってのSMAP解散に伴い、この日からタイトルを『ShinTsuyo POWER SPLASH』に改題・リニューアル[2]。
- 2日 - NHKラジオ第一ではこの日の14時20分 - 16時55分に、若手漫才師による正月漫才スペシャル番組『新春おめでた! しゃべくり一直線』を公開生放送。なお、NHKネットラジオ「らじる★らじる」リスナーの投票によって“しゃべくり大王”を決定[3]。
- 5日 - 文化放送にて、前年終了した『稲垣吾郎のSTOP THE SMAP』の後番組として『編集長 稲垣吾郎』が放送開始。なお、DJは引き続き稲垣吾郎が担当[4]。
- 7日 - 中居正広がDJを務めるニッポン放送『中居正広のSome girl' SMAP』（土曜23:00 - 23:30）が、新年第1回となるこの日の放送より番組タイトルが『中居正広 ON&ON AIR』に変更[5]。
- 8日 - 【スポーツ】NHKラジオ第1及びNHK総合テレビの大相撲中継の解説を長年担当している元横綱・北の富士勝昭が、2016年末に心臓の手術を受けた影響により初場所の解説を全休することが明らかに。術後の経過は順調で、3月の春場所から復帰した[6]。
- 10日 - 【健康問題・関東広域圏】お笑いコンビ・南海キャンディーズの山里亮太が、アニサキスによる胃腸炎が原因となる体調不良で、この日出演予定だった『たまむすび』（TBSラジオ）を欠席。同局の井上貴博・蓮見孝之両アナウンサー及びお笑いコンビのうしろシティが代打を務めた[7][8]。なお、山里は翌11日放送の『山里亮太の不毛な議論』（TBSラジオ）において復帰[9]。
- 16日 - 【大阪府】エフエム大阪にて、エフエム東京制作の『LOVE CONNECTION』が放送開始[10]。当局のネット開始に伴い、金曜放送分がエフエム大阪からの生放送になる。また従来のエフエム東京からの生放送を続ける月 - 木曜放送分も、15日の「TOKYO FM Midtown Studio」閉鎖に伴って半蔵門のエフエム東京本社スタジオからの放送になる。
- 17日 - 文化放送は定例会見を行い、その中で三木明博社長は元SMAPの稲垣吾郎がパーソナリティーを務める『編集長 稲垣吾郎』について、未定だった4月以降の放送について「継続する」ことを表明[11]。
- 20日 - 【不祥事】同日発売の「FRIDAY」にて、お笑いタレントの狩野英孝が女子高校生に対しての淫行疑惑が報じられたことについて、所属事務所のマセキ芸能社は狩野に対し、無期謹慎処分とすることを発表。これに伴い、NHKラジオ第1で2月25日放送で、狩野がゲスト出演した『キャンパス寄席』（収録済み）は、狩野の出演部分をカットして放送することを発表した[12]。
- 29日 - 【健康問題】NHKラジオ第1放送『らじらー! サンデー』は、週替りレギュラーを務める中元日芽香（当時乃木坂46）が体調不良で休養入りしたことを受け、秋元真夏（同）が中元の休養期間中の代理出演者として番組を担当することをこの日の番組で発表[13]。

### 2月
- 10日 - 【訃報】アイドルグループ私立恵比寿中学（以下、エビ中）のメンバー松野莉奈が2日前の8日に、自宅療養中のところ体調が急変、病院に運ばれたが死亡が確認される（18歳没）[14]。これを受け、文化放送にてエビ中がDJを務める冠番組『私立恵比寿中学 放送部』は番組内容を変更し、松野の追悼特番として放送[15]。
- 16日
  - 【関東広域圏】元朝日放送でフリーアナウンサーの赤江珠緒が、第一子を妊娠したことを、自らがDJを務めるTBSラジオ『たまむすび』の冒頭で報告。同時に産休に入るため、3月末を以て番組を降板することも併せて発表[16][17]。
  - ニッポン放送で土曜21:00 - 21:30に放送されていた、女優清水富美加の冠番組『清水富美加 みなぎるPM』について、清水が宗教団体・幸福の科学に出家したのを理由に2月11日放送分をもって終了したことがこの日、明らかになった[18]。なお、ニッポン放送側は、2月18日の当該時間帯で放送された事実上のつなぎ番組『有楽町情報ライブラリー』の冒頭で「『みなぎるPM』は出演者側から降板の申し入れがあったため、前回（2月11日）の放送をもって終了となりました。これまで番組をお聞きいただきありがとうございました」とのメッセージが読み上げられ、同番組の打ち切りを正式発表[19]。
- 20日（19日深夜） - 【関東広域圏】TBSラジオ『JUNK』金曜版として2000年10月から放送が開始され、お笑いコンビ・極楽とんぼの山本圭壱の不祥事により2006年7月で打ち切られた『極楽とんぼの吠え魂』が、山本の芸能活動の本格復帰に伴い、“一夜限りの復活”と銘打ってこの日1:00 - 3:00に特別番組として10年7ヶ月ぶりに生放送された[20]。
- 23日（22日深夜） - この日放送の『AKB48のオールナイトニッポン』（ニッポン放送）において、メンバー・岡田奈々が中国地方を本拠とする姉妹グループ・STU48のキャプテンに任命された。同番組では、HKT48の指原莉乃のSTU48兼任とSTU48劇場支配人に任命されることも発表された[21]。
- 24日 - この日放送の「松任谷由実のオールナイトニッポンGOLD」（ニッポン放送）に、小池百合子東京都知事がゲスト出演。番組DJの松任谷由実とトークを繰り広げた[22]。
- 26日 - 【スポーツ・神奈川県】RFラジオ日本にて、『東京マラソン2017』を実況生中継（8:45-11:50）。ゲストとして俳優の鶴見辰吾を迎えて放送した。

### 3月
- 3日 - 【追悼・関東広域圏】ニッポン放送『金曜ブラボー。』（金曜 13:00 - 17:25）にて、3月1日に死去した、シンガーソングライターでザ・スパイダース元メンバーのムッシュかまやつことかまやつひろし（78歳没）の追悼特集を放送。番組内では、かまやつの楽曲を放送した他、彼の代表曲「我が良き友よ」のプロデューサーを務めた新田和長をゲストに迎え、曲の誕生秘話について語った[23]。
- 7日〜10日 - 【スポーツ】ワールド・ベースボール・クラシック (WBC) の一次リーグ（東京ドーム）の日本代表（侍ジャパン）の試合の模様を文化放送とニッポン放送で生中継。文化放送は8日の対オーストラリア戦と10日の対中国戦を、ニッポン放送は7日の対キューバ戦をそれぞれ放送（時間はいずれも19:00 - ）。文化放送がWBCを中継するのは初めて。またニッポン放送は侍ジャパンが二次リーグならびに決勝トーナメントに進出した場合においては、侍ジャパン戦をすべて放送した[24]。
  - 【北海道】なお、北海道のSTVラジオでもニッポン放送制作分の1試合をネット受けで放送。侍ジャパンが二次リーグに進出した際も2試合をネット受け[25]。
- 7日〜10日 - 【中京広域圏】CBCラジオは、同局の創立65周年記念企画として、CBCラジオでパーソナリティを務めるオヤジ（つボイノリオ・北野誠・小堀勝啓アナ・多田しげおアナ）が日替わりでDJを務める特別番組『オヤジ達の夜チョメチョメ』を放送[26]。
- 11日
  - 東日本大震災の発生から6年を迎えるにあたり、被災地である宮城・岩手・福島のラジオ局をはじめ、全国のラジオ局で東日本大震災にまつわる報道特別番組を編成[27]。
  - 【近畿広域圏】モーニング娘。の元メンバーで、芸能活動を休止していた道重さゆみが、3月18日に放送される毎日放送『ヤングタウン土曜日』に出演・芸能活動に復帰することが、この日放送の同番組でパーソナリティーの明石家さんま（コメディアン・司会者）から発表された[28]。
- 18日 - 【近畿広域圏】ラジオ大阪（OBC）、毎日放送、朝日放送の在阪AM3局は「ワイドFM」の開局1周年を記念し、特別番組を合同で制作・放送したほか、同日から各局の看板番組CMを互いの局で放送する特別企画を実施[29]。
- 20日 - 山下達郎（シンガーソングライター）・星野源（歌手・俳優）がラジオで対談した民放ラジオ101局特別番組『WE LOVE RADIO! 〜山下達郎・星野源のラジオ放談』を全民放ラジオ局で放送[30]。
- 23日 - 【報道】この日行われた、学校法人森友学園（大阪市）の国有地払い下げ問題に関連する同学園理事長・籠池泰典の衆議院・参議院予算委員会での証人喚問の模様を、NHKラジオ第一放送にて生中継された。
- 25日〜26日 - 【北海道】北海道放送(HBCラジオ)は、創立65周年記念特別番組として『HBCラジオスペシャル おいしいラジオ!!』を、2日間にわたって放送[31]。
- 25日 - TOKYO FM系の洋楽ランキング番組『コスモ ポップス ベスト10』が、この日をもって終了、前身番組『FM・POPベスト10』から加算して46年間にわたる歴史に幕。
- 26日
  - NHK-FM放送で1977年4月10日から放送されてきた長寿トーク番組『日曜喫茶室』がこの日をもって終了。40年の歴史に幕。
  - 文化放送で、みのもんた（フリーアナウンサー・司会者、元同局アナウンサー）がパーソナリティを務める、日曜17時台のトーク番組『みのもんたの ニッポンdiscover again』（2014年4月 - ）が、この日の放送で終了。1987年4月開始の『みのもんたのウィークエンドをつかまえろ』以来約30年続いた、みのの同局の冠番組が完結[32]。
  - 【徳島県】四国放送で1966年から放送されてきたラジオドラマ番組『交通戦争あなたの場合』がこの日をもって終了。およそ51年の歴史に幕[33]。
- 31日
  - 【スポーツ】全国の民間放送およびNHKで、プロ野球セ・パペナントレース開幕試合を中継。
    - 【北海道】STVラジオは、北海道日本ハムファイターズの公式戦全試合の生中継を実施[34]。なお、これに伴い毎週土曜のワイド番組『ウイークエンドバラエティ 日高晤郎ショー』は、土曜のデーゲーム開催に合わせる形で、4月1日放送分より放送時間を今までの9時間から5時間50分に短縮（ただし、土曜・日曜のデーゲーム放送中にJRA主催の中央競馬が開催される際には、ファイターズ戦を一時中断し、競馬中継が挿入される）。

  - 【神奈川県】アイドルグループ「嵐」のリーダー大野智がDJを務める『大野智のARASHI DISCOVERY』（FMヨコハマ）がこの日をもって終了。14年6か月の歴史に幕[35]。
  - 【関東広域圏】文化放送の平日夕方の帯番組『吉田照美 飛べ!サルバドール』が終了[36]。これにより、1980年10月放送開始の『吉田照美のてるてるワイド』以来、『吉田照美のやる気MANMAN!』→『吉田照美 ソコダイジナトコ』を経て、36年半続いた同局の吉田照美（フリーアナウンサー、元同局アナウンサー）の冠帯番組が完結した[37]。

### 4月
- 上旬 - 【九州地方】RKB毎日放送にて、2016年10月から月曜夜に放送中の東山彰良（作家）がパーソナリティを務める『東山彰良 イッツ・オンリー・ロックンロール』が、長崎放送（NBCラジオ佐賀）、熊本放送、大分放送、宮崎放送、南日本放送、RBCiラジオのJRN九州・沖縄7局ネットに昇格[38]。
- 2日
  - NHK-FM放送で1966年4月10日から放送されている民謡番組『日本の民謡』がこの日をもって終了。51年の歴史に幕[39]。
  - ニッポン放送は、歌手の吉田拓郎がパーソナリティを務める日曜午前の新番組『吉田拓郎 ラジオでナイト』を開始。なお、拓郎が同局のラジオパーソナリティーを務めるのは、坂崎幸之助 (THE ALFEE) とコンビを組んだ『オールナイトニッポンGOLD』以来、およそ3年半ぶり[40]（ - 2019年3月31日）。
  - 【千葉県】bayfmは、フリーアナウンサーの吉田照美がパーソナリティを務める日曜午前の新ワイド番組『TERUMI de SUNDAY!』（日曜 9:00 - 11:16）を開始。吉田としては初のFM局でのレギュラー番組となる[41]。
  - 【中京広域圏】東海ラジオで松原敬生（元同局アナウンサー）がパーソナリティを務める『松原敬生の日曜も歌謡曲』の新アシスタントに、タレントの神野三枝がこの日から登板。神野は同局で2016年6月まで放送された『宮地佑紀生の聞いてみや〜ち』が終了して以来初のレギュラーで、松原・神野コンビは『ぶっつけワイド』以来の組み合わせとなる[42]。
  - 【東京都】J-WAVEのラジオ番組『UR LIFESTYLE COLLEGE』は、この日から女優の吉岡里帆が単独パーソナリティとなり、JFL5局ネットに[43][44][45]。
- 3日
  - 【関東広域圏】TBSラジオ
    - 午後のワイド番組『赤江珠緒 たまむすび』は、月 - 木曜のメインパーソナリティー：赤江珠緒[注 1]が3月末を以て産前産後休業入りすることに伴い、この日よりメインパーソナリティーの曜日別担当方式を採用。吉田明世（月曜・TBSアナウンサー（当時））、海保知里（火曜・フリーアナウンサー）、笹川友里（水曜・TBSアナウンサー（当時））、外山惠理（木曜・TBSアナウンサー）が日替わりで番組に登場する[46]。
    - ミュージシャンの吉田山田がDJを務める『山田うどん presents 吉田山田のポッとでなふたり』が放送開始。なお、この番組は元々Podcastの配信プログラムとして始まったものであり、配信から地上波に昇格するケースはTBSでは『東京ポッド許可局』に続き二例目となる[47]。

  - 【関東広域圏】文化放送
    - プロゴルファー・ゴルフ解説者のタケ小山（小山武明）がパーソナリティを務める『The News Masters TOKYO（月 - 金曜 7:00 - 9:00）』が放送開始[48]。
    - 同局アナウンサーの斉藤一美がパーソナリティを務める『斉藤一美 ニュースワイドSAKIDORI!』（月 - 金曜 15:30 - ）を開始。日替わりのコメンテーターとして月曜は姜尚中（政治学者）、火曜は石田純一（俳優）、水曜は春香クリスティーン（タレント）、木曜は和田秀樹（精神科医）、金曜は荻原博子（経済ジャーナリスト）がそれぞれ出演する[49][50]。

  - 【東京都】J-WAVE
    - 月 - 木曜の日中のワイド枠を再編、3番組を2番組に刷新。午前はニュースやスポーツのコーナーを盛り込んだ音楽番組『STEP ONE』（月 - 木曜 9:00 - 13:00）を開始、ナビゲーターは3月まで11:30開始枠の『BEAT PLANET』を担当していたサッシャが務め、アシスタントは寺岡歩美（suger me）が担当する[51]。午後はクリス智子が担当する『GOOD NEIGHBORS』（月 - 木曜、13:00 - 16:30）を放送する[52]。
    - 『AVALON』（月 - 木曜 22:00 - 23:30）のナビゲーターを刷新、月曜を古川雄輝、火曜を河北麻友子が担当し、水曜は3月まで火曜担当だったKenKenが移動する[53]。
- 4日（3日深夜） - ニッポン放送『オールナイトニッポン』の火曜未明（月曜深夜）のパーソナリティに菅田将暉（俳優）を起用した『菅田将暉のオールナイトニッポン』が放送開始[54]。
- 7日
  - ニッポン放送で女優・上白石萌音の初のラジオ冠番組『上白石萌音 good-night letter』を放送開始[55]。
  - 【茨城県】茨城県鹿嶋市のコミュニティFM・エフエムかしま市民放送にて、Jリーグ・鹿島アントラーズのクラブ公認番組『アントラーズラウンジ』が放送開始。なお、Jリーグのクラブ公認のラジオ番組は全国初[56]。
- 9日
  - 文化放送
    - 【関東広域圏】声優の阿澄佳奈がパーソナリティを務める日曜昼のワイド番組『A&Gリクエストアワー 阿澄佳奈のキミまち!』（日曜11:00 - 13:00）を開始。同局のアニラジ放送枠「文化放送A&Gゾーン」に属する番組としては初の地上波昼ワイド番組となる。アシスタントはミュージシャンの青木佑磨とフリーアナウンサー（元NHKアナウンサー）の中倉隆道が隔週で担当する[57]。
    - タレントの高田純次と漫画家の浦沢直樹の2人がパーソナリティを務めるトーク番組『純次と直樹』（日曜17:00 - 17:20）を開始。高田と浦沢が互いの近況や趣味について自由気ままにトークする内容となっており、高田は同月2日終了の『高田純次 日曜テキトォールノ』から移動する形となる[58][59][60]。

  - 【北海道】STVラジオ
    - 『松山千春のON THE RADIO』(NACK5制作)が、この日から21時より生放送（NACK5との同時ネット）での放送を開始。なお、同番組はSTVラジオでは前週まで一週間遅れの時差ネットでの放送だった[61]。
- 10日（9日深夜） - 【近畿広域圏】毎日放送にて、漫才コンビ・極楽とんぼが2006年以来11年ぶりとなる同局でのレギュラー番組として『極楽とんぼ オレたち ちょこっとやってまーす!』（日曜 1:20 - 1:50）を放送開始[62][63]。
- 12日 - NHKラジオ第1はこの日11:30から女子フィギュアスケート選手の浅田真央の引退会見の模様を生中継[64]。
- 13日（12日深夜） - アイドルグループ・AKB48のチームBキャプテン・木﨑ゆりあがニッポン放送『AKB48のオールナイトニッポン』の中で、グループ卒業を表明[65]。
- 16日 - 【中京広域圏】女性ボーカルグループ・Little Glee Monsterのメンバー・麻珠が、グループでパーソナリティを務める東海ラジオ『リトグリのハモれでぃお』番組冒頭で、この日をもって自身のグループ活動を無期限で休止することを発表（その後同年6月30日をもってグループを卒業した）。なお番組は他のメンバー5名の出演で翌週以降も継続されている[66][67]。
- 17日 - 【関東広域圏】司会者・コメディアンの明石家さんまが、ニッポン放送で放送の特別番組『君に耳キュン!雪どけ 春の大作戦 明石家さんま オールニッポン お願い!リクエスト』にメインパーソナリティとして登場。なお、さんまが同局でメインパーソナリティを務めるのは『明石家さんまのラジオが来たゾ!東京めぐりブンブン大放送』以来29年ぶり[68]。
- 24日
  - 【福井県】福井県は、「幸福度日本一」を広く発信することを目的としたラジオ番組『しあわせになるラジオ』をこの日より、地元・福井放送（FBCラジオ）とラジオ日本の2局ネットで放送開始[69]。
  - NHKラジオ第1で毎月最終月曜に新番組『アナウンサーのディープな夜』（20:05 - 20:55）と『又吉・児玉・向井のあとは寝るだけの時間』（21:05 - 21:55）の2本を放送開始。前者はパーソナリティを増田英彦（ますだおかだ）と雨宮萌果（NHKアナウンサー）が務め[70]、全国のNHKアナウンサーから毎回3人を選抜し、あらゆる趣味について専門家やタレントらと生トークを行い、また音楽を楽しむ番組である。また後者は又吉直樹（ピース）、児玉智洋（サルゴリラ）、向井慧（パンサー）のタレント3人のゆる〜いトークを楽しむ番組としてそれぞれ放送する[71]。
- 29日 - 昨年8月に特別番組として放送された『画のないアニメ館』を月一回のレギュラー番組（毎月最終土曜 23:00 - 翌1:00）として放送を開始。出演者は8月の特番に同じく女優の足立梨花が司会を務め、声優の徳井青空らがレギュラー出演[72]。
- 30日 - NHK-FM、毎月最終日曜の12:15 - 13:55に、タレントで料理愛好家のグッチ裕三がパーソナリティを務める音楽トーク番組『グッチ裕三の日曜ヒルは話半分』をこの日から放送開始。進行は柘植恵水（NHKアナウンサー）。

### 5月
- 4日 - 【ラジオドラマ】NHKラジオ第1にて、NHKテレビ（NHK総合・BSプレミアム）で放送された連続テレビ小説『べっぴんさん』のスピンオフドラマであり、連続テレビ小説スピンオフとしては初のラジオドラマとなる『たまご焼き同盟』（22:10 - 23:00）を放送。同作品でヒロイン「坂東すみれ」役を務めた芳根京子をはじめ、土村芳、百田夏菜子（ももいろクローバーZ）、滝裕可里らが出演[73][74]。
- 25日 - 【千葉県】当月18日に、LDH所属の歌手・塩ノ谷早耶香が、自身の公式サイトにて芸能界を引退することを発表[75]。これにより、曜日DJとしてレギュラー出演していたbayfm「MUSIC SALAD FROM U-kari STUDIO」の同日放送回への出演が最後の仕事になった[76]。

### 6月
- 5日 - 『生島ヒロシのおはよう定食／一直線』（TBSラジオ 月 - 金曜 5:00 - ）が放送5000回を迎えた記念として、ハワイ・オアフ島より生放送を実施した[77]。
- 19日 - 【関東広域圏】元文化放送アナウンサーのラジオパーソナリティ・吉田照美が、TBSラジオにて6月 - 9月にかけて月一回に放送される番組『吉田照美のてれジオ倶楽部』が放送開始。なお、照美がTBSの番組に出演するのは、1995年4月 - 1996年4月に放送された『吉田照美のびんびんタイムス〜まだまだもっと日曜日』以来21年ぶり[78]。
- 29日 - 【関東広域圏】6月30日のライブをもってカントリー・ガールズから卒業するとともに、芸能界を引退する嗣永桃子の引退を記念した特別番組『嗣永桃子のぷりぷりプリンセス〜ももちフォーエバー〜』（文化放送）をこの日放送[79]。

### 7月
- 2日〜3日 - 【報道】2日に投開票となる2017年東京都議会議員選挙の開票特別番組を、NHKラジオ第一ならびに在京の民放ラジオ局の一部にて放送。
- 3日 - TOKYO FMをはじめとするJFN38局で放送されている深夜番組『JET STREAM』（火 - 土曜0:00 - 1:00〈月 - 金曜深夜〉）はこの日特別番組『JET STREAM-50th Anniversary Special-』（23:00 - 翌0:55）を放送。翌日の4日（3日深夜）を以て、満50年を迎えた。なお当番組は、日本のFMラジオ局が放送する番組の中で最長寿の番組となる。なお、これを記念し前日の7月2日には、東京ミッドタウンにてイベントが行われその場で50周年記念特番の公開生放送も行われた[80]。
- 4日 - 【大阪府】FM802は、この日開催予定だった「SATURDAY AMUSIC ISLANDS－MORNING EDITION－」の公開収録を、台風接近の影響を受け、中止したことを発表[81]。
- 5日 - 【報道・福岡県】この日福岡県に大雨特別警報が発令された（詳しくは平成29年7月九州北部豪雨を参照）ことにより、福岡県のAMラジオ局（RKB毎日放送・九州朝日放送）は、通常の編成を休止し、特別番組を編成した。翌6日にも福岡県に大雨特別警報が発令され、RKB毎日放送は特別番組を編成した[注 2]。
- 9日 - NHKがラジオ第一と総合テレビで同時放送している政治討論番組『日曜討論』は、この日の放送より女性司会者が前週までの松村正代（NHKアナウンサー）から牛田茉友（同）に交代した[82]。
- 20日 - 【関東広域圏】アイドルグループ・KinKi Kidsが、20周年のデビュー記念日に当たるこの日、文化放送で放送している自身の冠番組『KinKi Kids どんなもんヤ![注 3]』を生放送での20周年記念特別番組「Youたちいよいよハタチだね!〜KinKi Kids どんなもんヤ!3時間生放送スペシャル〜」と題して放送[83]。
- 27日 - TBSラジオ「たまむすび」のパーソナリティー・赤江珠緒が第1子女児を出産。なおこのことは、翌28日の同番組の中で本人が発表[84][85]。

### 8月
- 5日 - NHKラジオ第一にて夏恒例の音楽特番『第49回思い出のメロディー』（19:30 - 21:59、総合テレビでも同時放送）を東京・渋谷のNHKホールから生放送。司会は氷川きよし（演歌歌手）と有働由美子（当時NHKアナウンサー）が担当。今回、特別ゲストとして加藤一二三（元・将棋九段）が出演[86] ほか、1982年に名曲「待つわ」を大ヒットさせた女性デュオ・あみん（岡村孝子・加藤晴子）が一夜限りの復活出演[87]。
- 8日〜23日 - 【スポーツ】阪神甲子園球場にて開催の第99回全国高等学校野球選手権大会をNHKラジオ第一放送と朝日放送（ABCラジオ、関西ローカル）で実況生中継を実施。なお、朝日放送の本年の高校野球キャンペーンソングは、シンガーソングライターの高橋優が歌う「虹」[88]。
- 13日 - 【関東広域圏】歌手の森高千里がニッポン放送「森高千里のミュージックハーモニー」（なお、普段当番組はシンガーソングライターのイルカが担当しているが、夏休みの特別編成として、森高が代打DJを務める）でラジオのパーソナリティーを担当。なお、森高がニッポン放送でラジオパーソナリティを務めるのは、「森高千里 スタジオピーチベリー」以来17年ぶり[89]。
- 21日 - 【関東広域圏】明石家さんまがニッポン放送の特番「明石家さんま オールニッポンお願い!リクエスト 男女100人夏物語!!」にて、パーソナリティを担当。なお、同局のさんまの特番は4月放送の「君に耳キュン!雪どけ 春の大作戦 明石家さんま オールニッポンお願い!リクエスト」に続く第2弾となる[90]。
- 29日 - 【報道】この日早朝、朝鮮民主主義人民共和国（北朝鮮）が弾道ミサイルとみられる飛翔体を発射したのを受け、NHKラジオ第一および民放各局は、番組の内容をすべて差し替え、北朝鮮のミサイル関連のニュースを速報扱いで報道。このうち、NHKラジオ第一は、午前中の番組をすべて休止し、北朝鮮関連のニュースを伝えた。また、NHKラジオ第二及びNHK-FMはNHKラジオ第一とのサイマル放送を実施した。

### 9月
- 3日 - 【報道】この日15時より行われた、秋篠宮眞子内親王の婚約内定記者会見の模様を、NHKラジオ第一で特設ニュースとして放送。
- 9日 - 【静岡県・山陰地方】静岡放送は自社の番組『テキトーナイト!!』と山陰放送の番組『森谷佳奈のはきださNIGHT!』のコラボレーション番組『テキトーにはきださNIGHT!』を放送した[91]。
- 10日 - 【中京広域圏・愛知県】愛知県に本社を置く民放ラジオ局5社（CBCラジオ、東海ラジオ、@FM、ZIP-FM、Radio NEO）は、若者向けのラジオ特別番組『Yume Tube〜あなたの夢をラジオがつなぐ〜』を共同制作し、19時から5局を30分ずつリレー方式で生放送した。メインパーソナリティは愛知県一宮市出身の歌手・SEAMO[92]。
- 14日 - 女優の斉藤由貴が木曜のパーソナリティを務めているニッポン放送『オールナイトニッポン MUSIC10』において、この日の放送分から期限を決めない形で斉藤の出演を休止。13日の岩崎正幸社長の定例会見で発表されたもので、斉藤の不倫騒動とその後の斉藤自身による対応などから「本人の状況を考えるとパーソナリティを務めるのは難しい」と総合的に判断したという[93][94]。なお、この日放送分より同番組の木曜パーソナリティは、ニッポン放送の女性アナウンサーが週代わりで担当。
- 15日 - 【報道】この日早朝、朝鮮民主主義人民共和国（北朝鮮）が弾道ミサイルとみられる飛翔体を発射したのを受け、NHKラジオ第一および民放各局は、番組の内容をすべて差し替え、北朝鮮のミサイル関連のニュースを速報扱いで報道。NHKラジオ第二及びNHK-FMはNHKラジオ第一とのサイマル放送を実施した。
- 16日 - 【スポーツ・福岡県】福岡ソフトバンクホークスがこの日行われた対埼玉西武ライオンズ戦に勝利し、パ・リーグ優勝を達成。この試合は、RKB毎日放送・九州朝日放送が生中継を行い、中継終了後には両局ともに、ただちに優勝特番を放送。
- 18日 - 【スポーツ・広島県】広島東洋カープがこの日行われた対阪神タイガース戦に勝利。セ・リーグ優勝、前年に続く2連覇を達成。この試合は、中国放送が生中継を行い、中継終了後から同局で優勝特番を放送。
- 27日 - 【スポーツ・関東広域圏】この日行われたTBSラジオ入江清彦社長の定例会見において、一部週刊誌が報じた1952年から65年続いているプロ野球中継撤退について、「現時点で発表できる段階ではない」としながらも「年内にはきちんとした形で説明したい」と言明[95][96]。
- 29日 - 【中京広域圏】東海ラジオは、平日昼に放送の帯ワイド枠『FINE DAYS!』を、この日をもって廃止。このうち金曜の「きくち教児の楽気!DAY」は土曜8:00 - 12:00に枠移動、その他の4つの番組は終了。なお、木曜担当の流れ星は、土曜 18:00 - 19:00「流れ星のながらじお!」に移動[97]。
- 30日 - 【近畿広域圏】毎日放送（MBSラジオ）『かめばかむほど亀井希生です!』のパートナーを2016年4月の番組開始から務めた島田珠代（お笑いタレント・吉本新喜劇）が、この日の放送をもって卒業。

### 10月
- 1日 - 【青森県・愛媛県】青森放送（RAB）は創立65周年及びこの日開局するFM補完中継局（ワイドFM）開局記念特番として『RAB ラ・テ2017』を放送（9:00 - 17:00）[98]。12:00 - 15:00にはテレビとの同時放送を実施したほか、11時台には青森補完中継局と同一周波数（91.7MHz）である南海放送とのコラボレーション特番「凄いぞ青森!凄いぞ!愛媛!ラジオ大好き!」も放送した[99]。
- 2日
  - TBSラジオは、この日より月曜19:15 - 19:30枠で『花田優一 First Step』を放送開始。パーソナリティは花田優一（靴職人、第65代横綱貴乃花光司の子息）が担当する[100]。
  - ニッポン放送は、「オールナイトニッポン」の50周年を記念し、いわゆるナイターオフ期間に当たる10月から2018年3月までの半年間、月曜から金曜の19時から20時50分まで「オールナイトニッポンプレミアム」を編成する。なおDJは日替わりでオールナイトニッポンのDJ経験者を起用し、1クール置きで入れ替わる予定[101]。
  - 【中京広域圏】東海ラジオはこの日から、「進化するラジオ」をスローガンに掲げ、平日（月 - 金曜）午前〜午後（7:00 - 16:00）の帯ワイド番組を全面改編。7:00 - 9:00に『小島一宏 モーニングッド』（パーソナリティ：小島一宏・森由貴子）、9:00 - 12:00に『タクマ・神野のどーゆーふー』（パーソナリティ：タクマ・神野三枝）、12:00 - 13:00に『源石和輝　ひるカフェ』（パーソナリティ：源石和輝）、13:00 - 16:00に『はーさん! ねねの! すんどめ!』（パーソナリティ：河原龍夫・ねね）の4本の新番組が開始する[97]。
  - 【福岡県】RKB毎日放送は、この日よりTBSラジオの『荻上チキ・Session-22』のネットを開始。これに伴い、1969年（昭和44年）4月放送開始の『スマッシュ!!11』以来長きにわたって続いた同局における自社制作の平日夜ワイド番組の歴史に終止符が打たれることとなった[注 4][102]。
  - 【東京都】J-WAVEはこの日から、月 - 金曜の夕方から翌日未明にかけての時間帯で大幅改編を実施。月 - 木曜の『GROOVE LINE Z』の放送時間を1時間短縮し番組名称も2010年3月までの旧称である『GROOVE LINE』に変更（月 - 木曜 16:30 - 19:00）、同じく月 - 木曜の『AVALON』も金曜 20:00 - 22:00の週1回放送に変更、続投するKenKen、古川雄輝、渡辺直美と新たに加わった本田翼、真野恵里菜、鷲尾伶菜が週替わりで番組を担当する。これに併せる形で『Jam the WORLD』（月 - 木曜19:00 - 21:00）『SONAR MUSIC』（月 - 木曜 21:00 - 24:00）『SPARK』（火 - 金曜 0:00 - 1:00）『THE KINGS PLACE』（火 - 金曜 1:00 - 2:00）がそれぞれ開始時間の繰り上げや放送時間拡大などを実施、『JAM THE WORLD』は金曜の放送を終了した上で、月 - 木曜を通してグローバーがナビゲーターを担当、『SPARK』の火曜はポルカドットスティングレイの雫、『THE KINGS PLACE』の水曜はnever young beachがそれぞれ新規に担当する[103]。
- 3日
  - 【関東広域圏】文化放送は、この日より毎週火 - 金曜の帯番組として『渋谷×文化ラジオ』（19:00 - 21:00）を放送開始[104]。
  - TBSラジオは、この日より毎週火 - 金曜の帯番組として『THE FROGMAN SHOW A.I.共存ラジオ好奇心家族』（17:50 - 22:00）を放送開始。パーソナリティとしてFROGMAN（アニメーション監督）が起用され、番組日替わりパートナーとして古谷有美、伊東楓、宇垣美里、日比麻音子（全てTBSテレビアナウンサー）が登場する[100]。
  - 【近畿広域圏】毎日放送（MBSラジオ）は、この日より毎週火 - 木曜の帯番組として『次は〜新福島!』(20:00 - 22:00)を放送開始。パーソナリティは福島暢啓（毎日放送アナウンサー）が務める[105]。
- 4日 - 【近畿広域圏】毎日放送（MBSラジオ）は、この日よりプロ野球オフシーズン期間に入るにあたり帯番組「MBSヨル隊」を、平日18時からの2時間枠で放送開始。火曜は『金村義明のええかげんにせぇ〜』（パーソナリティ・金村義明）、水曜は『メッセンジャーあいはらの夜はこれから』（パーソナリティ・メッセンジャーあいはら）、木曜は『笑い飯哲夫の明るく元気なニュースシャワー』（パーソナリティ・哲夫（笑い飯））、金曜は『ナジャ・グランディーバのレツゴーフライデー』（パーソナリティ・ナジャ・グランディーバ、チキチキジョニー）をおくる[106]。
- 6日 - 【千葉県】ベイエフエムは、LDH所属のアイドルグループ・THE RAMPAGE from EXILE TRIBEのメンバーがDJを務める新番組『WEEKEND THE RAMPAGE』を放送開始。なお、同グループにとっては、ラジオ・テレビ含めてこれが初めてのレギュラー冠番組となる[107]。
- 7日
  - 【福岡県】九州朝日放送（KBCラジオ）は、同局のテレビ（KBCテレビ）制作のバラエティー番組『ドォーモ』（火 - 金曜 0:15 - 1:10／ANN九州5局ネット）の姉妹番組となるラジオ番組『ドォーモ×ラジオ』（土曜 0:05 - 1:00）を放送開始[108]。なお、ラジオ版は音楽番組とし、テレビ版でも司会を務めるKBCアナウンサー・長岡大雅がメインDJを担当するほか、コンバット満や斉藤ふみといったテレビ版のレギュラー陣も週替わりで登場する。
  - 【関東広域圏】ニッポン放送はお笑いコンビ・キャイ〜ンの天野ひろゆきをパーソナリティに起用した3時間30分の音楽ランキング番組『billboard JAPAN HOT100 COUNTDOWN』（土曜13:00 - 16:30）を放送開始。Billboard Japan Hot 100の週間総合チャート上位20曲をオンエアしながら音楽に造詣の深い天野が楽曲を紹介するという物で、天野がニッポン放送で単独パーソナリティを務めるのは1995年の『キャイ〜ン天野ひろゆきのMEGAうま!ラジオバーガー!!』以来22年ぶりとなる[109][110]。
  - 【近畿広域圏】毎日放送（MBSラジオ）『かめばかむほど亀井希生です!』は、この日から新パートナーとして森田まりこ（お笑いタレント・吉本新喜劇）が就任する。
  - 【北海道】STVラジオは、ナイターオフ期間に入るにあたり『ウィークエンドバラエティ 日高晤郎ショー』において、ファイターズ戦中継に配慮して5時間30分に短縮していた放送時間を、この日より通常の9時間に戻す[111]。
  - 【中京広域圏】東海ラジオは、この日から、『きくち教児の楽気!DAY』は、9月までの金曜午後枠（13:00 - 16:00）から土曜午前枠（8:00 - 12:00）に放送枠を移動、東海ラジオ本社9階スタジオからの公開生放送形式にリニューアルする。9月までのFINE DAYS!木曜担当の流れ星は、土曜 18:00 - 19:00「流れ星のながらじお!」を開始する。
- 8日
  - 【関東広域圏】TBSラジオは、この日より日曜17:30 - 18:00枠で『横山だいすけ はじめのいっぽ』を放送開始。パーソナリティは横山だいすけ（歌手）が担当する[100]。
  - 【中京広域圏】CBCラジオは、自社制作としては初めてのアニメソング専門番組として『亜咲花 Animetick Night』がスタート。DJは、アニメソングを中心に活動する名古屋市出身の歌手・亜咲花[112]。
- 14日〜24日[113] - 【スポーツ】プロ野球・クライマックスシリーズを、出場球団の地元局を中心にNHKならびに民放各局で連日中継。
- 22日〜23日 - 【報道】22日に投開票される第48回衆議院議員総選挙の開票特別番組をNHKラジオ第一と民放各局で放送。
- 28日〜11月4日 - 【スポーツ】プロ野球・SMBC日本シリーズ『福岡ソフトバンクホークス対横浜DeNAベイスターズ』[113] を各局で連日中継。
- 29日 - 【香川県】西日本放送のラジオで1953年11月から放送されていた長寿音楽番組『タンゴアルバム』がこの日をもって放送終了。64年の歴史に幕[114]。

### 11月
- 23日〜26日 - NHK・民放連 共同ラジオキャンペーン「#スマラー」の一環として、悩み相談をテーマにした特別番組を全国のNHKおよび民放ラジオ101局にて順次放送[115]。
- 29日 - 【スポーツ・関東広域圏】TBSラジオは入江清彦社長の定例記者会見にて、1958年5月に『東芝ナイター』と題して放送を開始し、その後、1970年代には『TBSエキサイトナイター』、近年は『TBSラジオ エキサイトベースボール』など番組タイトルを変えつつ59年間放送を続けてきた同社のラジオナイター中継について、2017年を以て放送を終了することを発表した[116]。なお、TBSラジオは「2018年以後、ナイター中継に替わる新しいレギュラー番組を開始し、新規リスナーを取り込む構想を持っている」ことも併せて発表した[116]。

### 12月
- 16日 - 【沖縄県】ラジオ沖縄と琉球放送（RBCiラジオ）は、この日両局のワイドFM開局を記念し、特別番組『ワイドFM開局記念 ラジオ沖縄・RBCiラジオ共同番組「ワイドFM始めました!」』を、両局の共同制作で同時に放送[117]。
- 24日・25日 - 【特番】NRN系のAMラジオ局11局（ニッポン放送、STVラジオ、青森放送、IBC岩手放送、ラジオ福島、ラジオ大阪、和歌山放送、中国放送、西日本放送、九州朝日放送、ラジオ沖縄）において、クリスマス恒例の24時間チャリティ特番『ラジオ・チャリティー・ミュージックソン』（24日正午 - 25日正午）が放送。
  - 【関東広域圏】このうちキー局のニッポン放送では、メインパーソナリティを、お笑いコンビのオードリーが担当[118]
- 28日 - 関ジャニ∞の村上信五が、木曜パーソナリティを務める「レコメン!」（文化放送）の同日放送分にて、同番組を3月末に退任することを発表。なお4月以降は、村上とともにパーソナリティを務めるジャニーズWESTの桐山照史・中間淳太がメインパーソナリティを担当[119]。
- 29日 - 【中京広域圏】CBCラジオ『ドラ魂KING』は、2017年12月末で中部日本放送を定年退職した久野誠（同局アナウンサー）のお別れスペシャル番組として「年末スペシャル〜さらば久野誠、THEラストナイト〜」を生放送した[120]
- 31日
  - NHKラジオ第一放送にて『第68回NHK紅白歌合戦』を生放送（19:15 - 23:45）。番組司会陣は、総合司会を内村光良（タレント、ウッチャンナンチャン、初）と桑子真帆（NHKアナウンサー、初）、紅組司会を有村架純（女優、2年連続2回目）、白組司会を二宮和也（歌手・嵐メンバー、3年ぶり6回目・個人としては初）がそれぞれ務めた[121]。
  - 【近畿広域圏】毎日放送(MBSラジオ)は、MBSヤングタウンの放送開始から50周年を迎えるにあたり、特別番組『MBSヤングタウン 50年クロニクル』を20:00 - 23:30に放送[122]。放送時点で日曜版のアシスタントを務める福島暢啓（同局アナウンサー）がスタジオ進行を担当したほか、平日版のパーソナリティ経験者である原田伸郎・嘉門タツオ、同局の『ヤマヒロのぴかいちラジオ』『茶屋町ヤマヒロ会議』のパーソナリティを務める山本浩之（元関西テレビ・フリーアナウンサー）をスタジオゲストに迎えた。

## 主なその他ラジオ関連の出来事

### 1月
- 14日 - 【テレビ】ニッポン放送の深夜番組『オールナイトニッポン』の50周年記念企画として、かつて同番組のDJを10年以上にわたって務めた落語家・笑福亭鶴光が司会を務める『笑福亭鶴光のオールナイトニッポン.TV@J:COM』がケーブルテレビ局・J:COMテレビにて放送開始[123]。
- 19日 - 【聴取率・関東広域圏】関東地区の16年12月度個人聴取率調査で、TBSラジオが首位を獲得。これによりTBSは、2001年8月から93期連続、15年6ヵ月間個人聴取率1位になったと発表した。週平均に加え、平日、土曜、日曜の各平均もTBSラジオが1.0%で1位。以下、2位・ニッポン放送（0.8%）、3位・J-WAVE（0.7%）、4位・エフエム東京（0.6%）、同率5位・文化放送、NHKラジオ第1放送（0.5%）。また、最高聴取率ランキング（15分単位）トップ10でもTBSの番組が占める（10番組中9番組）結果となった[124]。
- 25日
  - 【人事】NHK、任期満了により退任した籾井勝人会長（第21代、1期3年）の後任として、上田良一（NHK経営委員会常勤委員、三菱商事元副社長）が、第22代目のNHK会長に就任[125]。
  - 【訃報】『NISSAN シネマ・メゾン』（ニッポン放送）ではパーソナリティを担当し、『玉置宏の笑顔でこんにちは!』（同）で病気療養中の玉置宏（2010年没）のパーソナリティ代行を担当し、「おヒョイさん」の愛称で親しまれた俳優の藤村俊二が心不全のため死去（82歳没）[126]。
- 30日 - 【サービス】博報堂DYメディアパートナーズとTBSラジオ・文化放送・ニッポン放送など民放ラジオ局によるスマートフォン向けダウンロード型ラジオコンテンツ配信サービス「ラジオクラウド」を開始[127]。

### 2月
- 1日 - 【免許交付・長崎県・佐賀県・熊本県】長崎放送佐世保局[128]、佐賀局（NBCラジオ佐賀）[129]、熊本放送人吉局、水俣局[130] がFM補完中継局（ワイドFM）本放送を開始。
- 8日 - 【放送持株会社・近畿広域圏】朝日放送（ABC）が2018年4月1日付（予定）で商号を朝日放送グループホールディングスに変更し放送持株会社へ移行すると共に、放送事業を分割準備会社に承継し、テレビ放送事業を担う朝日放送テレビとラジオ放送事業を担う朝日放送ラジオを発足させることを発表[131]。
- 13日 - 【合併】有線ラジオ放送大手のUSENと映像配信サービスを手がけるU-NEXTが経営統合すると発表[132][133]。U-NEXTがUSENの株式公開買付け（TOB）を行い、3月29日に成立。USENがU-NEXTの子会社となったのにともない8月10日付でUSENが上場廃止となる[134]。12月1日にU-NEXTがUSENを吸収合併し持株会社となった上で、それぞれの事業を受皿会社に分割承継する予定。

### 3月
- 1日
  - 【開局・鳥取県】山陰放送（BSS）が、鳥取局のFM補完中継局（ワイドFM）本放送を開始[135]。
  - 【訃報】1950年代半ばよりカントリー&ウエスタン歌手として活動を開始、1960年代に「田邊昭知とザ・スパイダース」に参加し、リズムギター及びボーカルをメインに「あの時君は若かった」などのスパイダースナンバーを作曲するなど活躍、1971年にソロシンガーに転向してからも「どうにかなるさ」「我が良き友よ」などを発表するなど精力的に活動。ラジオ番組では東京放送（TBSラジオ）にて鈴木ヒロミツ（2007年没）とコンビを組んで土曜夜の公開番組『女の子だけで満員御礼』（1973年10月 - 1977年9月）のパーソナリティを担当した経歴を持つミュージシャンのかまやつひろし（本名：釜萢弘）がこの日、膵臓がんのため東京都内の病院で死去（78歳没）[136]。
- 2日
  - 【免許交付・福島県】東北総合通信局はラジオ福島に対し、FM補完中継局（ワイドFM）福島局、郡山局の免許を交付[137]。
  - 【サービス】博報堂DYメディアパートナーズ、ファミマ・ドット・コム、文化放送の3社が共同で、ラジオ番組の内容を書き起こした文章を、放送終了直後からファミリーマート・サークルKサンクスの店内にあるマルチコピー機から購入することができる「ラジオプリント」のサービスを開始。第1弾として文化放送超!A&G+で配信されている『徳井青空のまぁるくなぁれ!』の内容を提供開始した[138]。
- 17日 - 【開局・静岡県】V-Low帯マルチメディア放送「i-dio」の静岡県西部での放送を開始[139]。
- 19日 - 【訃報】ラジオ福島・東北放送のアナウンサーを経て、日本社会党の衆議院議員（旧宮城1区選出）、民主党の参議院議員（宮城選挙区選出）を歴任した後、国家公安委員長、消費者・少子化大臣を務めた岡崎トミ子がこの日、肝機能障害のため死去（73歳没）[140]。
- 22日 - 【聴取率・関東広域圏】2月20日 - 26日に実施された個人聴取率調査（ビデオリサーチ首都圏ラジオ聴取率調査）の結果が発表され、TBSラジオが「個人聴取率単独首位」を獲得。これでTBSは2001年8月から続き94期連続、15年8カ月にわたり個人聴取率首位をキープ。また週平均に加え、平日、土曜、日曜の各平均もTBSラジオが首位を獲得。なお順位はTBSラジオは0.9%でトップ、以下2位はJ-WAVEで0.7%、3位はニッポン放送で0.6%、同率4位はTOKYO FM・文化放送・NHK第一で0.5%。さらに番組別の最高聴取率ランキング(15分単位）トップ10でも10番組中、ニッポン放送の1番組を除く、9番組をTBSラジオが占める結果となった[141]。
- 20日 - 【開局・兵庫県】兵庫県香美町に全国初となるギャップフィラー方式によるAM放送のFM中継局が開局。NHKラジオ第一とラジオ関西のAM波を受信しFM波に変換して再放送する[142]。
- 26日 - 【開局・福島県】ラジオ福島のFM補完中継局（ワイドFM）福島局、郡山局がこの日10時より本放送を開始[143]。
- 30日 - 【免許交付・茨城県】関東総合通信局、茨城放送（IBS）にFM補完中継局、守谷局の予備免許を交付[144]。
- 31日
  - 【イベント・北海道】STVラジオは、開局55周年記念事業として『ウイークエンドバラエティ 日高晤郎ショー』パーソナリティーの日高晤郎と演歌歌手の五木ひろしによるコンサート『STVラジオ五十晤周年記念 五木ひろし・日高晤郎スペシャル 縁人縁歌（えにしびとえにしうた）』を札幌市・ニトリ文化ホールにて開催[145]。なお、この模様は5月27日の13:50 - 14:50にSTVにて放送された[146]。
  - 【radiko・徳島県・富山県】この日の正午より、四国放送（JRT）と北日本放送（KNB）が、radiko.jpのプレミアム会員向けエリアフリー配信開始[147][148]。これにより全国放送のラジオNIKKEIと放送大学を除くradiko参加81局すべてがエリアフリー配信を実施する。
  - 【活動進退】ニッポン放送のスポーツアナウンサーとして、プロ野球中継や競馬中継などでマイクロフォンサイドで活動した松本秀夫（1985年入社）が、32年間奉職した同社をこの日付で退職し、フリーアナウンサーに転向する[149]。
  - 【サービス・中京広域圏】CBCラジオはこの日から、同局のラジオ番組の内容を記事化して専用のインターネットサイトに掲載するサービス「RadiChubu」（ラジチューブ）の運用を開始[150]。
  - 【開局・宮崎県】宮崎放送(MRT)延岡局がFM補完中継局（ワイドFM）本放送を開始[151][152]。
  - 【開局・鹿児島県】九州総合通信局、南日本放送（MBC）にFM補完中継局（蒲生局）の予備免許を交付[153]。
  - 【サービス終了】民放連ラジオ委員会が運営していた民放ラジオポータルサイト「radioweb.jp」がこの日をもって運用を終了[154]。
  - 【閉局・宮城県】宮城県山元町の臨時災害FM局「りんごラジオ」が、この日18時を以て閉局。丸6年間の放送期間に幕[155]。

### 4月
- 1日
  - 【放送持株会社・近畿広域圏】毎日放送（MBS）が商号をMBSメディアホールディングスに変更、認定放送持株会社に移行するとともに、分割準備会社に事業を継承し、（新）毎日放送が発足、MBSメディアHDの傘下に入る。なお、2016年4月に持株会社に移行したRKB毎日放送（RKB毎日ホールディングス）に同じく、テレビ・ラジオ両事業の分社（旧東京放送〈TBS〉や旧中部日本放送〈CBC〉と同じ方式）は行わない[156]。
  - 【開局・福井県】福井放送（FBCラジオ）のFM補完中継局（ワイドFM）本放送を開始[157]。
  - 【開局・和歌山県】和歌山放送新宮局、九度山局、串本局がFM補完中継局（ワイドFM）本放送を開始[158]。
  - 【呼称・大阪府】エフエム大阪(FMO)が局の呼称を「FM OH!851」に改称[159]。
  - TOKYO SMARTCASTがi-dioで放送しているラジオチャンネル「TS ONE」が、専用アプリを使用しての地上波放送エリア外を含む日本全国でIPサイマル配信を開始。これによりi-dioの放送エリア外でもインターネットを介して聴取可能となる[160]。
  - 株式会社グローバル・ハーツは、日本初のヒップホップ専門チャンネル「WREP」をインターネットラジオ局として開局。なお、同局の局長には、ヒップホップアーティストのZeebraが就任[161][162]。
- 3日 - 【radiko・青森県・愛媛県・鹿児島県】この日の正午頃よりエフエム青森（AFB）・エフエム愛媛・エフエム鹿児島（μFM）の3局が、radiko.jpでの県域及びプレミアム会員向けのエリアフリーによる全国へのインターネットでのラジオ配信を開始[163][164][165]。
- 6日
  - 【免許交付・茨城県】茨城放送（IBS）のFM補完中継局の守谷局が総務省から本免許を交付[166]。
  - いずれも【訃報】
    - 鳳啓助（1994年没）との夫婦漫才コンビで人気を博し、CBCラジオ『唄啓のこれは得だすお聞きやす』などのラジオ番組でも活躍した女流漫才師で女優の京唄子がこの日、肺炎のため死去（89歳没）[167]。
    - 【近畿広域圏】朝日放送でスポーツアナウンサーとしてプロ野球中継などで活躍し、キャリア晩年期には朝日放送（ABCラジオ）『安部憲幸のアベ9ジラ』のメインパーソナリティやラジオ局次長を務めた安部憲幸が胃がんのため死去（71歳没）。安部の訃報は10日に放送された朝日放送（ABCラジオ）『おはようパーソナリティ道上洋三です』の番組の最後に番組パーソナリティの道上洋三（朝日放送エグゼクティブ・アナウンサー）により公表された[168]。
- 【開局・茨城県】7日 - 茨城放送（IBS）のFM補完中継局守谷局が本放送開始[166][169]。
- 20日
  - 【免許交付・宮城県】東北総合通信局、東北放送(TBC)のFM補完中継局（ワイドFM）仙台局の免許を交付[170][171]
  - 【訃報】藤圭子（2013年没）歌唱による『圭子の夢は夜ひらく』の作曲などで知られ、ラジオ日本『ソネコーの歌謡娯楽版』『ソネコーのポップス談話室』のパーソナリティを務めるなど、ラジオ番組でも活躍した作曲家の曽根幸明が肺炎のため死去（83歳没）[172]。
- 21日 - 【免許交付・山口県】中国総合通信局、山口放送(KRY)のFM補完中継局（ワイドFM）岩国局の免許を交付[173][174]
- 23日 - 【開局・山口県】山口放送(KRY)のFM補完中継局（ワイドFM）岩国局が本放送開始[175]。
- 28日 - 【賞】放送批評懇談会は、第54回ギャラクシー賞のラジオ部門「DJパーソナリティ賞」に、オールナイトニッポン（ニッポン放送）の火曜日を担当する歌手で俳優の星野源を選出したことを発表[176]。

### 5月

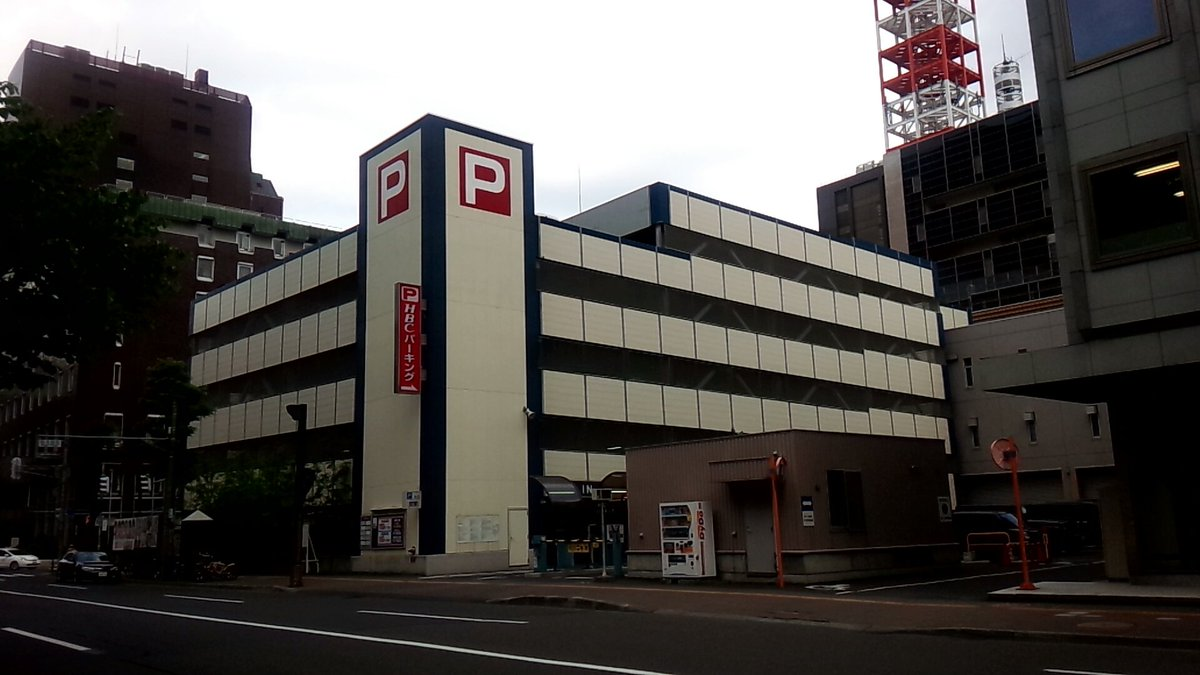
北海道放送(HBC)社屋に隣接する「HBCパーキング」(新社屋建設予定地)

- 1日 - 【開局・宮城県】東北放送(TBC)のFM補完中継局（ワイドFM）仙台局が本放送開始[171]。
- 2日 - 【訃報】元NHKのアナウンサーで、全国高校野球選手権大会中継、プロ野球中継、大相撲中継などの実況を務め、ラジオ・テレビを通じてスポーツアナとして活躍した土門正夫が肺気腫のため死去（87歳没）[177]。
- 26日
  - 【新社屋・北海道】北海道放送 (HBC) が、札幌市中央区にある本社屋（1959年竣工・1967年増築）の改築を発表。現社屋の老朽化が進んだためで、HBC社屋に隣接する立体駐車場(HBCパーキング)を解体した跡地に、新社屋を建設する計画。2018年秋ごろに着工し、2020年の春ごろに完成の予定[178]。
  - 【NHK・radiko】NHKは、この日行われた総務省の「放送を巡る諸課題に関する検討会」の中で、radiko.jpでの番組配信の実証実験を行うことを発表。これは、ラジオをテーマにしたNHKと民放連の2017年度共同キャンペーンイベントの一環として行われる[179]。

### 6月
- 1日 - 【radiko・秋田県】秋田放送 (ABS) が、この日13時ごろよりradiko.jpでの県域及びプレミアム会員向けのエリアフリーによる全国へのインターネットでのラジオ配信を開始[180]。
- 2日 - 【免許交付・青森県】東北総合通信局、青森放送 (RAB) のFM補完放送局（ワイドFM）八戸局の予備免許を交付。
- 13日 いずれも【訃報】
  - 元NHKアナウンサー（1958年〜1962年）で、フリーアナウンサーを経て、女優として活躍。TBSラジオの音楽番組『百万人の音楽』の司会を作曲家・芥川也寸志（1989年没）とともに番組開始から22年に亘って務めたことでも知られる野際陽子が、肺腺癌のため死去（81歳没）[181]。
  - 元東京放送（TBS）アナウンサー（1965年入社）で、TBSエキサイトナイター（プロ野球）実況中継アナウンサーとして知られ、TBS退職後はフリーアナウンサーやTBSアナウンススクール特別講師なども務めた多田護が、この日死去（76歳没）[182]
- 16日 - 【人事・栃木県】栃木放送（CRT）は、この日の株主総会などを経て代表取締役社長の竹澤一夫が退任し、後任の新社長に常務取締役の大塚幹夫を昇格させる人事を執行した[183]。
- 26日 - けせんぬまさいがいエフエムの放送が終了。これにより、東日本大震災に際し設置された災害臨時FMのうち宮城県内のものはすべて閉局となった（届出は翌27日）。翌27日には、総務省東北総合通信局より後継コミュニティ放送局の放送免許が付与された[184]。

### 7月
- 1日 - 【技術・愛媛県】南海放送（RNB）はこの日より1カ月間、共同通信デジタルと共同で、ニュース原稿をアナウンサーが読む代わりに、ソニーが開発した音声合成技術を利用し自動で読み上げるバーチャルアナウンサー「沢村碧」の実証実験を実施[185]（ちなみにテレビ局では、静岡放送（SBS）が3月末に実証実験を実施した[186]）。
- 7日 - 【訃報】昭和20年代から30年代にかけてNHKラジオ第一放送にて放送された『うたのおばさん』のおばさん役として15年間出演し人気を集めた、童謡歌手の安西愛子がこの日、老衰のため都内の自宅で死去（100歳没)[187]。
- 18日 - 【訃報】105歳にして現役医師であり、日経ラジオ社（ラジオNIKKEI）で不定期放送されていた『日野原重明の輝く顔と輝く心』[188] に出演していた聖路加国際病院名誉院長の日野原重明がこの日の朝、呼吸不全のため死去[189]。
- 21日
  - 【訃報】『NHK紅白歌合戦』では2006年から2016年までエンディングの『蛍の光』演奏指揮を行い、また『瀬戸の花嫁』（小柳ルミ子）や『夜空』（五木ひろし）、畑中葉子とのデュエットソング『カナダからの手紙』など数々のヒット曲を世に送り出し、TBSラジオ『平尾昌晃 マイソングマイウェイ』のDJを務めたことでも知られた作曲家で歌手の平尾昌晃が、この日肺炎のため死去（79歳没）[190]
  - 【開局・福岡県】先の九州豪雨で被害を受けた福岡県朝倉市が臨時のラジオ局を開設。同日19時より放送を開始した[191]。
- 31日 - 【移転・大分県】エフエム大分（Air Radio FM88）の親局送信所が十文字原テレビ・FM放送所（別府市）から大分市内テレビ中継局がある横江山（大分市）に移転[192]。

### 8月
- 8日 - 【キャラクター・北海道】エフエム北海道(AIR-G')は、開局35周年を迎えるにあたり、開局以来初となる局マスコットキャラクターの制定を発表。シロクマのキャラクターで「べあG'」と命名[193]。
- 10日
  - 【免許交付・山梨県】関東総合通信局、山梨放送（YBS）のFM補完中継局（ワイドFM）甲府局の予備免許を交付[194]。
  - 【訃報】「カバゴン」の愛称で知られ、TBSラジオ『全国こども電話相談室』の回答者などラジオ番組でも活躍した教育評論家の阿部進がこの日、胃がんのため死去（87歳没）[195]。
- 15日 - 【免許交付・静岡県】東海総合通信局、静岡放送（SBS）のFM補完中継局（ワイドFM）浜松局の予備免許を交付[196]。
- 29日 - 【免許交付・静岡県】東海総合通信局、静岡放送（SBS）のFM補完中継局（ワイドFM）三島局の予備免許を交付[197]。
- 31日 - 【音声配信】楽天が運営するインターネットラジオ配信サービス「Rakuten.FM」がこの日をもって終了。これに先立つ形で6月30日にTOKYO FMとの協業チャンネル「Crimson FM」の配信・i-dioでの放送を終了。ただしコミュニティFM「らくてんみやぎのエフエム（Rakuten.FM TOHOKU）」など同サービスにコンテンツを提供している局は一部を除きそのまま各局のWebサイトや他サービスで継続聴取可能となる[198]。

### 9月
- 1日 - 【免許交付・鹿児島県】九州総合通信局、南日本放送（MBC）のFM補完中継局・種子島局の予備免許を交付[199]。
- 4日 - 【訃報・青森県】青森放送（RAB）会長（元社長）で、元ノルディックスキー選手（1968年グルノーブルオリンピック、1972年札幌オリンピック距離競技日本代表）でもあった長崎昭義が、この日、多臓器不全のため青森県内の病院で死去（72歳没）[200][201]。
- 5日 - 【その他・北海道】エフエム北海道(AIR-G)と道内22のコミュニティ放送局が参加する「日本コミュニティ放送協会（JCBA）北海道地区協議会」は、番組の相互放送や放送機材の共用などに関する包括連携協定を締結[202]。
- 6日 - 【コマーシャル】2016年に死去した永六輔(タレント・放送作家・作詞家)の未公開の音声を使用した浅田飴の新CMが、この日よりTBSラジオにおいて放送される。なおCMの内容は、あらかじめ収録された永六輔の音声に、新たに収録したTBSアナウンサー・外山惠理（生前、永がレギュラーを務めた『土曜ワイドラジオTOKYO　永六輔その新世界』や『六輔七転八倒九十分』のアシスタントを担当）の音声をつなげて、掛け合い調に再編集したもの[203]。
- 10日 - 【訃報】歌手であり、ニッポン放送『オールナイトニッポン』のDJや毎日放送（MBSラジオ）『諸口あきらのイブニングレーダー』のメインキャスターとして人気を博した諸口あきらがこの日早朝、肺気腫のため京都市内の病院で死去（81歳没）[204]。
- 19日 - 【採用・関東広域圏】文化放送が上口宏社長定例記者会見の席で、日本放送協会（NHK）地方局の契約キャスターとして活動していた長麻未（元山口放送局）と舘谷春香（現名古屋放送局）の2名をアナウンサーとして中途採用したことを発表。2名は9月末を以てNHKを退局し、10月から同社アナウンサーとして活動を開始する[205]。
- 月内 - 【その他・兵庫県】i-dioの関西地区ソフト事業者である大阪マルチメディア放送が、総務省消防庁と兵庫県加古川市と協力し、7月に開局した加古川中継局を介して防災情報サービス「V-ALERT」による災害情報伝達の高度化事業の実証実験を開始[206]。

### 10月
- 1日
  - 【周年・岐阜県】岐阜放送(GBS)が「ぎふチャン」の愛称を制定してから10周年[注 5]。
  - 【開局・青森県】青森放送(RAB)のFM補完中継局（ワイドFM）青森局・八戸局が放送を開始[207]。
- 2日
  - 【radiko・兵庫県・京都府】ラジオ関西のradiko.jpでの通常配信エリアが京都府にも拡大[208]。
  - 【radiko・沖縄県】ラジオ沖縄とFM沖縄がradiko.jpでの県域及びプレミアム会員向けのエリアフリーによる全国へのインターネットでのラジオ配信を開始[209][210]。
  - 【キャンペーン】NHK・民放連共同ラジオキャンペーン第7弾としてラジオを知らない10代の若者に向けたキャンペーン「スマートフォンでラジオを聴こう!キャンペーン「#スマラー」」をNHKおよび在京民放5社の運営で開始[211]。この一環として、この日の正午より1関東1都6県及び福岡県・宮城県・広島県・愛媛県においてradiko.jpでNHKラジオ第1・第2・FMの3局の実験配信を開始（2018年3月30日まで）[212]。なお、NHK3局の放送は、エリアフリーならびにタイムフリー機能の対象外となる。
- 10日
  - 【radiko・山梨県】山梨放送（YBS）がradiko.jpでの県域及びプレミアム会員向けのエリアフリーによる全国へのインターネットでのラジオ配信を開始[213]。
  - 【開局・東京都】東京都檜原村のi-dio東京西中継局が開局、東京都西部と埼玉県の一部に放送エリアが拡大[214]。
- 【訃報】22日 - 元ニッポン放送社長・同局パーソナリティーの亀渕昭信の実妹で、日本のゴスペルシンガーの第一人者として知られ、日経ラジオ社（ラジオNIKKEI）『Musio Together』[215] にも出演していた亀渕友香がこの日未明、肝細胞がんのため死去（72歳没）[216]。

### 11月
- 1日
  - 【radiko・香川県】西日本放送（RNC）がradiko.jpでの県域及びプレミアム会員向けのエリアフリーによる全国へのインターネットでのラジオ配信を開始[217]。
  - 【開局・鹿児島県】南日本放送（MBC）のFM補完中継局・蒲生局が開局。
- 6日
  - 【その他】i-dioのアニメソング専門チャンネル「アニソンHOLIC」が前日5日に放送終了した「i-dio Creators Ch.」と入れ替わる形で開局[218]。
  - 【訃報】朝日放送に第1期アナウンサーとして入社後、同局のラジオ（ABCラジオ）「おはようパーソナリティ中村鋭一です」で好評を博し、同局退社後衆参両院で延べ16年間議員を務める傍ら、KBS京都などでラジオパーソナリティとしても活動を続けたタレントの中村鋭一が、この日肺炎のため死去（87歳没）[219]。
- 11日 - 【周年・岐阜県】岐阜放送(GBS)が岐阜シティ・タワー43（岐阜市橋本町、JR東海岐阜駅前）に本社を移転してから10周年。

### 12月
- 1日
  - 【開局・静岡県】静岡放送浜松局、三島局が本放送を開始[220]。
  - 【インターネット】サイバーエージェントとテレビ朝日によるインターネットテレビサービスAbemaTVにおいて、全国のラジオ局のラジオ番組をサイマル配信を中心に編成する「ラジオチャンネル」を開設。11月20日からプレ期間としてJ-WAVEの番組配信を開始し、12月より正式配信開始となり、AIR-G'、FM NORTH WAVE、FM802、九州朝日放送、LOVE FM、ZIP-FM、渋谷のラジオ、文化放送を含めた全9局の番組を配信する[221][222]。
- 3日 - 【活動進退・中京広域圏】2016年6月、東海ラジオの番組『宮地佑紀生の聞いてみや〜ち』の生放送中に女性タレントを暴行したとして、傷害罪で罰金30万円の略式命令を受け謹慎していた宮地佑紀生が、CBCラジオの『つボイノリオの聞けば聞くほど』の25周年記念イベントにゲスト出演し、芸能活動に復帰した[223]。
- 4日 - 【開局・石川県】北陸放送七尾局、輪島局が本放送を開始[224]。
- 16日 - 【開局・沖縄県】ラジオ沖縄（ROK）と琉球放送（RBCiラジオ）のFM補完中継局（ワイドFM）が放送を開始。
- 24日 - 【開局・山梨県】山梨放送の甲府局が本放送を開始[225]。
- 25日 - 【開局・福井県】福井放送の小浜局と大野局が本放送を開始[226]。
- 28日 - 【開局・栃木県】栃木放送の宇都宮局が本放送開始[227][228]
- 31日 - 【活動進退・中京広域圏】中部日本放送（CBC）アナウンサー（1975年入社、2014年にCBCテレビへ転籍）の久野誠がこの日付で41年間在籍した同社を定年退職した[120]。

## 商号変更
- 4月1日 - InterFM→InterFM897

## 節目

### 記念回
- 7000回 - 森本毅郎・スタンバイ!（3月13日、TBSラジオ）[229]
- 5000回 - 生島ヒロシのおはよう定食・生島ヒロシのおはよう一直線（6月5日、TBSラジオ）[230]
- 2000回 - 上泉雄一のええなぁ!（1月16日、毎日放送）[231]
- 1500回 - TOKIO HOT 100（7月2日、J-WAVE）[232]
- 1000回 - 情報わんさかGOGOワイド!らじ★カン（2月17日、信越放送）
- 600回 - 安住紳一郎の日曜天国（1月29日、TBSラジオ）
- 500回
  - 3月7日 - 松井愛のすこ〜し愛して★（毎日放送）
  - 11月12日 - 爆笑問題の日曜サンデー（TBSラジオ）
- 300回
  - 4月2日 - 千葉ドリーム!もぎたてラジオ（TBSラジオ）
  - 9月9日 - Radio Burn（南日本放送）
- 200回 - STAR☆MUSIC☆SUNDAY（1月15日、朝日放送）
- 100回 - 土曜ワイドラジオTOKYO ナイツのちゃきちゃき大放送（8月26日、TBSラジオ）[233]

### 開局周年
※NHKについての「開局」は、ラジオ第1放送・ラジオ第2放送を指し、当該放送局に第1放送・第2放送が存在しない場合はFM放送開始の時期を指す。
- 65周年（1952年開局）
  - 北海道放送（HBCラジオ札幌局、JOHR）
  - 信越放送（SBCラジオ長野局、JOSR）[注 6]
  - 文化放送（AM放送、JOQR）[注 7]
  - ラジオ関西（CRK神戸局、JOCR）[注 8]
  - 東北放送（TBCラジオ仙台局、JOIR）[注 9]
  - 北陸放送（MROラジオ金沢局、JOMR）[注 10]
  - 北日本放送（KNBラジオ富山局、JOLR）
  - 四国放送（JRTラジオ徳島局、JOJR）
  - 福井放送（FBCラジオ福井局、JOPR）
  - 中国放送（RCCラジオ広島局、JOER）[注 11]
  - 静岡放送（SBSラジオ静岡局、JOVR）
  - 新潟放送（BSNラジオ新潟局、JODR）[注 12]
- 55周年（1962年開局）
  - STVラジオ（札幌局、JOWF）[注 13]
  - 岐阜放送（ぎふチャン岐阜局、JOZF）[注 14]
- 35周年（1982年開局）
  - エフエム愛媛（JOEU-FM）
  - エフエム北海道（AIR-G'、JOFU-FM）
  - エフエム長崎（FM Nagasaki、JOHU-FM）
  - エフエム仙台（Date FM、JOJU-FM）
  - 広島エフエム放送（HFM、JOGU-FM）
- 30周年（1987年開局）
  - エフエム青森（FM青森、AFB、JOWU-FM）
  - エフエムラジオ新潟（FM-NIIGATA、JOXU-FM）
- 25周年（1992年開局）
  - エフエム徳島（FMとくしま、JOMV-FM）
  - エフエム高知（Hi-Six、JOLV-FM）
  - エフエム佐賀（fms、JONV-FM）
  - エフエム鹿児島（μFM、JOOV-FM）

### 番組周年
- 1月 - おはようパーソナリティ道上洋三です（朝日放送）40周年
- 4月 - 歌の日曜散歩（NHKラジオ第1放送）30周年
- 5月 - 大竹まこと ゴールデンラジオ!（文化放送）10周年
- 7月 - JET STREAM（TOKYO FM[注 15]）50周年
- 10月 - オールナイトニッポン（ニッポン放送）50周年

## 主な放送番組

### 開始番組

#### 2017年1月放送開始
ニッポン放送
- 1日 - 高橋みなみと朝井リョウ ヨブンのこと（日曜 22:30 - 23:00。P:高橋みなみ、朝井リョウ）[1]

文化放送
- 5日
  - 編集長 稲垣吾郎（木曜 21:00 - 21:30。P:稲垣吾郎）[4]
  - ダイヤのA The RADIO（木曜 21:30 - 22:00。P:逢坂良太/和田琢磨）[234]
- 8日 - Fate/Grand Orderカルデア・ラジオ局（日曜 3:30 - 4:00、P:高橋李依、田中美海）[235]

TOKYO FM
- 2日 - AIU presents 法人会「賢者の名言」（月 - 金曜（第1金曜を除く）5:55 - 6:00。P:魚住りえ)
- 3日 - NAGOMI Setouchi（土曜18:30。案内役:山根基世）
- 6日 - ヤバイ音楽研究所（金曜20:00 - 20:55。DJ:高橋茂雄〔サバンナ〕、遠山大輔〔グランジ〕）

interFM897
- 1日
  - Vamos a CUBA（日曜10:00 - 11:00。DJ:SHEILA）[236]
  - MICHAEL RADIO CIRCUS（日曜23:30 - 24:00。DJ:松岡充、豊田和貴）[237]
- 6日 - ハモリハ!（金曜2:00 - 2:30。DJ:引地洋輔〔RAG FAIR〕）[238]
- 7日 - Sing! Sing! Radio!（土曜 1:00 - 1:30。DJ:宮本毅尚、UEBO）[239]

NACK5
- 1日
  - 木村達也 ビジネスの森（出演：小野恵美。日曜9:20〔びーさんぼーいず〜Be SUNDAY BOYS〜内〕）
  - NACKシェアラジ（日曜23:30。DJ:高森浩二）
- 5日 - 徳永ゆうきの朝から元気にシュッポッポ!（木曜 5:30〔NACK5時ラジ内〕）

毎日放送
- 5日 - ラジオ65人のなかま（木曜21:45 - 22:00。Nav:上泉雄一）[240]

ラジオ関西
- 7日 - 小澤亜李の元気のでるラジオ!!（土曜22:00）[241]

Kiss FM KOBE
- 3日 - あいみょんのPM4:30（火曜16:30、Kiss Music Presenter内）[242]

CBCラジオ うしみつドキドキ!
- 10日 - X21泉川実穂と○○と のんびリラックスラジオ♪ （火曜0:30〔月曜深夜〕。1月9日深夜）[243]

東海ラジオ
- 2日
  - アンダーポイントのおしゃべりなもんで（月曜〔日曜深夜〕0:30 - 1:00）[244]
  - SCREEN mode SOUL on the radio（月曜 20:30 - 21:00。出演：太田雅友（SCREEN mode））[245]

AIR-G'
- 4日
  - 和島あみのEZO DRIVE（水曜〔火曜深夜〕 1:00 - 1:30）[246][247][248][249]
  - SCREEN modeのStars Radio（水曜 19:30 - 19:55。出演：林勇） [250]
- 5日
  - PASSPO☆根岸愛のWednesday Flight♪（木曜 1:30 - 2:00） [251]

FM NORTH WAVE
- 5日 - 湘南乃風RED RICEの爆音SHOWER TIME（木曜22:00 - 23:00）[252]

ラジオNIKKEI第1
- 1月4日 - 日経電子版NEWS（月 - 金曜 8:30 - 8:35、12:55 - 13:00、17:50 - 18:00）
- 1月22日 - シューカツHANGOUT!（日曜 21:00 - 21:30。出演:石井てる美、杉浦二郎）
- 1月23日 - 笑×音（月曜 19:00 - 19:30。P:オナジミチ）
- 1月24日 - ＃とらメロ 荻野可鈴のお金が全て?（火曜 19:00 - 19:00）
- 1月26日
  - 中野アナへちょっと言わせて〜雷部屋（木曜 19:00 - 19:00）
  - 本渡楓・長谷川唯のらじめも!（木曜 23:30 - 24:00）

#### 2017年4月放送開始
NHK-FM
- 29日
  - 画のないアニメ館（毎月最終土曜 23:00 - 翌1:00。出演：足立梨花、徳井青空）[253] - 単発特番からレギュラー昇格

TBSラジオ
- 1日
  - 蓮見孝之 まとめて!土曜日（土曜 6:00 - 9:00。出演：蓮見孝之、北村まあさ、週替わりコメンテーター）[254]
- 2日
  - 神田松之丞 問わず語りの松之丞（日曜<土曜深夜> 0:30 - 0:59・出演：神田松之丞）[255]
  - THE ARTIST BOX（日曜<土曜深夜> 3:00 - 4:00。出演：BOYS AND MEN、XOX、lol-エルオーエル-、杉山真也）[256][257]
  - 井上芳雄 by MYSELF（日曜 22:00 - 22:30。出演：井上芳雄）[258]
- 3日
  - 都市型生活情報ラジオ 興味R（月曜 18:00 - 19:30。出演：熊崎風斗、週替わりアシスタント）[259]
  - サキドリ!感激シアター（月曜 20:30 - 21:00。出演：加藤明子、杉山真也）[260]
  - 山田うどんpresents「吉田山田のポッとでなふたり」（月曜 21:30 - 22:00。出演：吉田山田）[261]
- 9日
  - プレイステーションpresents「ライムスター宇多丸とマイゲーム・マイライフ」（日曜<土曜深夜> 0:00 - 0:30。出演：宇多丸）[262]

文化放送
- 3日
  - The News Masters TOKYO（平日 7:00 - 9:00。DJ:タケ小山）[48]
  - 斉藤一美 ニュースワイドSAKIDORI!（平日15:30 - 17:50）[263]
  - 上地由真のwedge studio（月曜 19:00 - 19:30。出演：上地由真）[264]
  - 金沢雅美の『ちょっと寄ってかない?』（月曜 20:00 - 20:30。出演：金沢雅美）[264]
- 5日
  - クラスメイトは大友花恋!（水曜 23:30 - 23:45〔レコメン!内〕。出演：大友花恋）[265]
- 8日
  - わかなカフェ（土曜 6:45 - 7:00。出演：福島和可菜、八木菜緒）[264]
  - ロンドンブーツ1号2号 田村淳のNewsCLUB（土曜 13:00 - 15:00。出演：田村淳〔ロンドンブーツ1号2号〕、篠田恵里香、島田さくら）[264]
- 9日
  - 安元洋貴・江口拓也のミクチャラジオ（日曜<土曜深夜> 2:30 - 3:00。安元洋貴、江口拓也）[266]
  - 小椋佳〜闌の季節（日曜 8:00 - 8:30。出演：小椋佳）[264]
  - A&Gリクエストアワー 阿澄佳奈のキミまち!（日曜 11:00 - 13:00。出演：阿澄佳奈、青木佑磨（隔週出演）、中倉隆道（同））[264]
  - ミスDJリクエストパレード〜8116サンデーアップ!（日曜 13:00 - 15:00。出演：千倉真理）[264]
  - 純次と直樹（日曜 17:00 - 17:25。出演：高田純次、浦沢直樹。）[264]

ニッポン放送
- 4日（3日深夜）
  - 菅田将暉のオールナイトニッポン
  - ランパンプスのオールナイトニッポン0(ZERO)
- 7日（6日深夜）
  - 渋谷龍太のオールナイトニッポン0(ZERO)

TOKYO FM
- 1日
  - World BPM - Best Pops Morning -（土曜 6:00 - 7:00。出演：太田エイミー）[267][268]
  - JA全農 COUNTDOWN JAPAN（土曜 13:00 - 13:55。ジョージ・ウィリアムズ、安田レイ）[267]
  - COSMO POPS STATION（土曜 15:00 - 15:30。出演：板谷由夏）[267]
- 2日
  - SHOWROOM主義（日曜〈土曜深夜〉 1:30 - 2:00。出演：前田裕二）[267]
  - Nestle presents CHEER UP! MORNING（日曜 7:00 - 7:30。出演：平松愛理）[267]
  - KOSE Your Songs Best10（日曜 11:00 - 11:30。出演：眞鍋かをり）[267]
  - ゆうちょ presents 田村淳のFLY HIGH!?挑戦が未来を熱くする?（日曜 11:30 - 11:55。出演：田村淳（ロンドンブーツ1号2号））[267]
  - HITS ONE PREMIUM powered by Billboard JAPAN（日曜 13:00 - 13:55。出演：ケリー隆介）[267]
  - おとなの自動車保険 presents 光のメロディー（日曜 15:30 - 15:55。出演：満島ひかり）[267]
  - antenna* 柴田淳のドクハク（日曜 21:00 - 21:30。出演：柴田淳）[267]
  - 五線譜の解体新書（日曜 21:30 - 21:55。出演：加納有沙）[267]
  - みずほ証券 presents「落語千金〜お金を学ぶ落語の時間〜」（日曜 22:30-22:55。出演者：立川談笑、村田睦）[267]
- 5日
  - 蒼井翔太 Hungry night（水曜 21:30 - 21:55。出演：蒼井翔太）[269]
- 6日
  - FESTIVAL OUT（木曜 20:00 -21:40。出演：大抜卓人）[267]
- 7日
  - FamilyMart presents 松任谷正隆の明日もありがとう。（金曜 16:30 - 16:55。出演者：松任谷正隆、BENI）[267]
  - Skyrocket Company PARCO Hot Seminar（金曜 21:30 - 21:55。出演：マンボウやしろ、浜崎美保）
  - ブリアサヴァランの食卓（金曜 23:30 - 23:55。出演：小山薫堂）[267]

J-WAVE
- 1日
  - RINREI CLASSY LIVING（土曜 20:00 - 20:54。出演：村治佳織）[270]
  - LAUGH SKETCH（土曜 21:00 - 21:54。出演：佐藤オオキ）[270]
  - SATURDAY NIGHT VIBES（土曜 23:00 - 翌3:00。出演：DJ TARO）[270]
- 2日
  - TOPPAN FUTURISM（日曜 21:00 - 21:54。出演：小川和也、相楽樹）[270]
- 3日
  - STEP ONE（月 - 木曜 9:00 - 13:00。出演：サッシャ、寺岡歩美）[270]
  - GOOD NEIGHBORS（月 - 木曜 13:00 - 16:30。出演：クリス智子）[270]

アール・エフ・ラジオ日本
- 3日
  - よみラジ（月曜 18:00 - 18:30。読売新聞の編集委員・専門委員が週替わりで出演）
- 5日
  - Flower Notesの花あかり（水曜〈火曜深夜〉 0:30 - 1:00。出演：Flower Notes（木村咲彩、高橋みお、葉月ことみ、藤井愛願、長澤佳歩、湊帆洋）[265]

bayfm
- 1日
  - KEIYOGINKO POWER COUNTDOWN REAL（土曜 15:00 - 17:50。出演：小島嵩弘、麻生夏子、三田寺理紗）
- 2日
  - TERUMI de SUNDAY!（日曜 9:00 - 11:16。出演：吉田照美、中村愛）[271]
- 6日
  - 今夜、咲良の木の下で（木曜〈水曜深夜〉 0:00 - 0:27。出演：宮脇咲良（HKT48/AKB48））[265]

NACK5
- 3日
  - Nutty Radio Show THE魂（月 - 木曜 20:00 - 23:00。出演：Happy だんばら、斉藤優里（乃木坂46）〔月〕、西村真二（ラフレクラン）、橘柊生（DISH//）〔火〕、古坂大魔王、かえひろみ〔水〕、藤井ペイジ（飛石連休）、岡田サリオ〔木〕）[272]

横浜エフエム放送
- 3日
  - ちょうどいいラジオ（月 - 金曜 6:00 - 9:00。出演：光邦）[273][274]
  - PRIME TIME（月 - 木曜 19:00 - 22:00。出演：栗原治久、村上恵<月曜担当>、DJ Remo-con<火曜担当>、大山愛未<水曜担当>、DJ帝<木曜担当>）[265]

茨城放送
- 5日
  - IBS MUSIC STATE（月 - 水曜 13:00 - 15:55、木 - 金曜 13:00 - 14:55）[275]

山梨放送
- 7日
  - Do!ng（土曜 11:00。出演：ハードキャッスル エリザベス、吉岡秀樹）[276]

エフエム富士
- 2日
  - Say!アニ電波局（日曜 19:30 - 20:00。出演：鈴木コウタ、Nae）[265]

CBCラジオ うしみつドキドキ!
- 5日
  - delaの今夜もけったこぐ!（木曜〈水曜深夜〉0:00）

ZIP-FM
- 7日
  - #POTARENA!（金曜 23:00 - 23:30。出演：ポタリ、永田レイナ）[277]

@FM
- 3日
  - Groovin' TODAY （月 - 金曜 6:00 - 9:00）
  - NEXT JAM （月 - 木曜 18:00 - 19:30）
- 7日
  - Thumbs Up Friday!（金曜 11:30 - 16:00）

静岡放送
- 3日
  - 鉄崎幹人のWASABI（平日〔月 - 木曜〕 10:00 - 13:55。出演：鉄崎幹人）[278]
  - 聴くディラン（平日〔月 - 金曜〕 14:00 - 18:15。出演：渡邊ヒロアキ<月 - 水曜担当>、二村豊人<木 - 金曜担当>）[278]
- 8日
  - Saturday View→N（土曜 7:30 - 11:00。出演：勝野洋輔、寺田繭子）[278]

K-mix
- 1日
  - STARMARIEのファンタジートラベラー（土曜 20:00 - 20:30）
- 2日
  - BLUES MONSTER RADIO（日曜 1:00 - 1:30）
  - K-mix HIP HOP RADIO SHOW〜THE FRESH〜（日曜 2:00 - 3:00）
- 3日
  - K-mix FOOO NIGHT ピンソバ（月 - 木曜 19:00 - 21:50）

毎日放送
- 4日
  - マルセイユゆりやん まんげきミッドナイトパーティ!（火曜〈月曜深夜〉 2:00 - 3:00。出演：マルセイユ、ゆりやんレトリィバァ）[265]
- 5日
  - ○月○日はじまりました（水 - 金曜 4:41 - 4:55）
- 8日
  - 桜井一枝&井上雅雄のるんるん土曜リクエスト（土曜 13:45 - 17:43） - 改題リニューアル
- 9日
  - 極楽とんぼ オレたちちょこっとやってまーす!（日曜〈土曜深夜〉 1:20 - 1:50。出演：極楽とんぼ）[279]

FM COCOLO
- 1日
  - 僕らは海峡を渡る（土曜 19:00 - 20:00。出演：若旦那（湘南乃風））[265]

エフエム大阪
- 3日
  - OH! MY MORNING 851（月 - 木曜 6:00 - 8:57。出演：小早川秀樹）[265]

ラジオ関西
- 2日
  - ニューにゅうNEW YOUNG（日曜〈土曜深夜〉 1:00 - 1:30。出演：NEW YOUNG（小野坂昌也）、NEW TAKASHI（伊福部崇））[280]
  - 木内秀信のほな、いくで!!（日曜〈土曜深夜〉 2:00 - 2:30。出演：木内秀信）[281]
- 8日
  - 小野坂・秦の8年つづくラジオ（土曜〈金曜深夜〉 0:00 - 1:00。出演：小野坂昌也、秦佐和子）[282]

KBS京都
- 8日
  - アインシュタインのヒラメキラジオ（土曜 18:00 - 21:00）

北海道放送
- 9日
  - 今夜はNORDナイト!（日曜〈土曜深夜〉 2:30）
  - サンデースタジアム DOing（日曜 10:30。出演：八幡淳、世永聖奈）

STVラジオ
- 8日
  - GO!GO!サタデー（土曜 13:50）

AIR-G'
- 1日 - &.LOVE（土曜 8:00。出演：鈴木彩可）
- 3日 - IMAREAL（平日 19:30。出演：森本優）
- 7日 - Rep.ly.ze（金曜 7:30。出演：高山秀毅、中嶋あゆみ）

FM NORTH WAVE
- 6日 - 倶楽部S.O.S.（金曜 22:00）

エフエム青森
- 3日 - ヒルモット!（月 - 金曜 11:30 - 12:00）

秋田放送
- 6日 - ケーマさんぽ（金曜 18:00 - 18:10。出演：ケースケ&マサ）

山形放送
- 8日 - ラジオで詰将棋（日曜 8:55。出演：山本浩一）

北陸放送
- 1日 - 武田勝のボールパークへようこそ（土曜 12:40）

中国放送
- 3日 - DressingのNice Fantasy!!（月曜 21:45）

南海放送
- アンチモンの それ、歌ってみよう!（土曜 16:50）[283]

RKB毎日放送
- 1日 - 土曜deアミーゴ!（土曜 10:00 - 13:00。出演：TOM G、三好ジェームス）
- 1日 - U18プロジェクト カリメン（土曜 18:00 - 19:55。出演：佐藤巧、植村友紀）
- 2日 - インサイトSUNDAY（日曜 8:00 - 9:30。出演：下田文代）
- 2日 - 宮本洋子の明日にブラボー!（日曜 9:30 - 9:45 出演:宮本洋子、服部恭子）

九州朝日放送
- 3日
  - 夕方じゃんじゃん（月曜16:00 - 18:30、火 - 金曜16:00 - 17:55）

ラブエフエム国際放送
- 1日
  - C CHANNEL RADIO!!（土曜 22:30 - 23:00。出演：DJ MINAKO（松藤見菜子））[284][285]
- 3日
  - TOGGYのSTART UP TODAY!（平日 6:53 - 6:58。出演：TOGGY）[286]
- 4日
  - TRANSIT RADIO「iima（イーマ）な時間」（火曜 20:00 - 21:30。出演：iima（永山マキ、イシイタカユキ））[287][288]

宮崎放送
- 8日 - おやこHappyラジオ♪（日曜 8:00。出演：粉川真一）

琉球放送
- KYデンジャラスプロデュース 護得久栄昇アワー（金曜 23:30）

JFN
1日 - Have Dreams（エフエム青森 ほか。出演：May J.）

#### 2017年7月放送開始
文化放送
- 6日[要出典]
  - 田村ゆかりの乙女心♡症候群（木曜 21:30 - 22:00）[要出典]

中国放送
- 8日
  - STU48のちりめんパーティー（土曜 23:00 - 23:30。出演：STU48、ボールボーイ佐竹）[290]

エフエム・ノースウェーブ
- 2日
  - RIRI TUNE（日曜 20:00 - 21:00。出演：RIRI）[291]

RKB毎日放送
- 1日
  - 九星隊のナイスタCampus(土曜 22:30 - 23:00 出演:九星隊)

#### 2017年10月放送開始
TBSラジオ
- 2日
  - 花田優一 First Step（月曜 19:15 - 19:30。出演：花田優一）[292]
  - さかなクンのレッツ・ギョ〜!!（月曜 21:30 - 22:00。出演：さかなクン、下村実（京都水族館館長）、鶴間政行（放送作家））[293]
- 3日
  - THE FROGMAN SHOW A.I.共存ラジオ好奇心家族（火 - 金曜 17:50 - 22:00。出演：FROGMAN）[292]
- 8日
  - 横山だいすけ はじめのいっぽ（日曜 17:30 - 18:00。出演：横山だいすけ）[293]

文化放送
- 2日
  - ココロのオンガク 〜music for you〜（月 - 金曜 18:45 - 19:00。出演：井手大介）[294]
  - 久間田琳加 りんくま＊めがへるつ（月曜 23:30 - 23:45頃〔レコメン!内〕。出演：久間田琳加）[294]
- 3日
  - ダッシュ!アミーゴ1号2号（火 - 金曜 18:00 - 18:45。出演：寺島啓太、片山真人 ほか）[294]
  - 渋谷×文化ラジオ（火 - 金曜 19:00 - 21:00。出演：サンキュータツオ〔火曜〕、あべこうじ〔水曜〕、高橋ちえ〔木曜〕、勝地涼、笠原秀幸〔金曜〕）※10月のみ、金曜は21:30まで放送した[294]。
  - MOROHAの!オニヤンマ獲りにいこうぜ!（火曜 21:00 - 21:30。出演：MOROHA）[294]
- 4日
  - けものフレンズ presents フレンズ探検隊（水曜 21:00 - 21:30。出演：小野早稀、佐々木未来、根本流風）[295]
- 7日
  - PLAY TITAN presents 昌也・雄馬のG・A・P（土曜〈金曜深夜〉 1:00 - 1:30。出演：小野坂昌也、内田雄馬）[294]
  - 森井じゅんのGOOD MONEY!（土曜 6:35 - 6:45。出演：森井じゅん）[294]
  - 須田慎一郎のこんなことだった!!誰にもわかる“経済学”（土曜 17:30 - 17:45。出演：須田慎一郎、石川真紀）[294]
  - 西田あいのおしゃべり♥あいランド（土曜 17:45 - 17:55。出演：西田あい、八木菜緒）[294]
- 8日
  - スポスタ ☆ MIX ZONE（日曜 15:00 - 16:00。出演：砂山圭大郎）[294]
  - 峰竜太とみんなの信州（日曜 18:30 - 18:45。出演：峰竜太、舘谷春香）[294]

ニッポン放送
- 2日
  - 今夜もオトパラ!（月 - 金曜 17:30 - 19:00。出演：松本秀夫〔月 - 木曜担当〕、荘口彰久〔金曜担当〕）[296]
  - オールナイトニッポンPremium（月 - 金曜 19:00 - 20:50）[296]
- 7日
  - Billboard JAPAN HOT100 COUNTDOWN（土曜 13:00 - 16:30。P：天野ひろゆき〔キャイ〜ン〕）[296]
  - イマ旬!サタデーナイト（土曜 18:00 - 20:00。P：古坂大魔王、宇野実彩子）[296]
- 8日
  - 里崎智也のスポーツ直球勝負!（日曜 18:50 - 20:00。P:里崎智也、飯田浩司）[296]

J-WAVE
- 1日
  - SUNRISE FUNRISE（日曜 6:00 - 9:00。出演：レイチェル・チャン）[297]
  - ACROSS THE SKY（日曜 9:00 - 12:00。出演：玄理）[297]
- 7日（6日深夜）
  - RINREI SOMEWHERE IN ASIA（土曜〈金曜深夜〉 0:30 - 1:00。出演：金沢雅美）[298]
- 7日
  - TRUME TIME AND TIDE（土曜 21:00 - 21:54。出演：市川紗椰）[297]

bayfm
- 6日
  - WEEKEND THE RAMPAGE（金曜 21:00 - 21:28。出演：陣、RIKU （THE RAMPAGE from EXILE TRIBE））[292]

横浜エフエム放送
- 6日
  - F.L.A.G.（金曜 12:00 - 15:00。出演：石川舜一郎）

茨城放送
- 2日
  - 永野・カミナリの叱らレディオ〜匠を学ぶ〜（月曜 21:00 - 21:30。出演：永野、カミナリ）[292]

CBCラジオ
- 3日
  - ワンチャンマイク（火 - 木曜 21:00 - 21:40。出演：SOLIDEMO〔火曜〕、おとめボタン〔水曜〕、工作太朗〔木曜〕）[299]
- 6日
  - CBCガールズコレクション（金曜 21:00 - 21:40）[299]
- 7日
  - Stager アイドルベストテン!（土曜 19:30 - 20:00。出演：杉山遥、まろん（P.IDL NAGOYA））[299]
- 9日
  - 亜咲花 Animetick Night（月曜〈日曜深夜〉 0:00 - 0:40。出演：亜咲花）[299]

東海ラジオ
- 2日
  - 小島一宏 モーニングッド!（月 - 金曜 7:00 - 9:00。P:小島一宏、森由貴子）
  - タクマ・神野のどーゆーふー（月 - 金曜 9:00 - 12:00。P:タクマ、神野三枝）
  - 源石和輝 ひるカフェ（月 - 金曜 12:00 - 13:00。P:源石和輝）
  - はーさん! ねねの! すんどめ!（月 - 金曜 13:00 - 16:00。P:河原龍夫、ねね）
- 3日
  - DEEP in TOKAI（火曜〈月曜深夜〉-金曜〈木曜深夜〉2:00 - 3:00。P:前野沙織、井田勝也）
- 7日
  - 流れ星のながらじお!（土曜18:00 - 19:00。P:流れ星）
- 8日
  - アンダーポイントのまっぴるま!（日曜12:00 - 14:00。P:アンダーポイント）

ラジオ関西
- 4日
  - ドレドレ♥Lovelys（水曜 21:00 - 21:30。出演：Lovelys）[292]
- 6日
  - びばりば!!（金曜〈木曜深夜〉 0:00 - 1:00。出演：中村繪里子）[300]

毎日放送
- 2日
  - 次は〜新福島!（火 - 木曜 20:00 - 22:00。P:福島暢啓）
- 10日
  - MBSヨル隊（火 - 金曜 18:00 - 20:00）
    - 金村義明のええかげんにせぇ〜!（火曜。P:金村義明、出演:井上雅雄、市川いずみ）

FM802
- 5日
  - Poppin'FLAG!!!（木曜〈水曜深夜〉0:00 - 3:00。出演：板東さえか）[301]
- 7日
  - Groove-U（土曜〈金曜深夜〉3:00 - 5:00。出演：河嶋奈津実）[302]
- 8日
  - 802 Palette（日曜〈土曜深夜〉2:00 - 5:00。出演：豊田穂乃花）[303]

九州朝日放送
- 7日
  - ドォーモ×ラジオ（土曜〈金曜深夜〉0:05-1:00）

RKB毎日放送
- 2日
  - サキドリ インサイト（月 - 金曜 5:00 - 5:20 出演:髙橋早紀、鑪加奈）
  - オトナビゲーション（月 - 金曜 13:00 - 16:00 出演:深町健二郎、山口玲香、米岡誠一、内村麻美、西田たかのり、武田伊央）
  - RKBミュージックファイル（月 - 金曜 21:00 - 21:47 出演:植村友紀、町田隼人）
- 3日
  - 仲谷一志・下田文代の夜なおし堂（火 - 金曜 20:00 - 21:47 出演:仲谷一志、下田文代）
- 7日
  - 古代の福岡を歩くシーズン3（土曜 20:00 - 20:30 出演:坂田周大）
- 8日
  - 宮﨑薫 From Here（日曜 4:40 - 5:00<土曜深夜> 出演:宮﨑薫）

STVラジオ
- 6日
  - MUSIC★J（※2017年度ナイターオフ期「シーズン2」）（火 - 金曜 19:00 - 21:50 P:松崎真人）[304]

エフエム・ノースウェーブ
- 8日
  - 宇都宮隆 ξUtsu BARξ 440（日曜 17:00 - 17:30。出演：宇都宮隆、野村義男）[305][306]

東北放送 他
- 4日
  - 純烈 スーパー銭湯!!（水曜 21:30 - 22:00。P:純烈）[307]

JFN
- 1日
  - 声優NOTE（エフエム山形 ほか。出演：3ヶ月毎に交代）[308]
  - 川谷絵音の約30分我慢してくれませんか（エフエム岩手 ほか。出演：川谷絵音）[309]

#### 2017年11月放送開始
文化放送
- 3日
  - 西武鉄道 presents 平田広明・増田俊樹のこえさんぽ。（金曜 21:00 - 21:30。出演：平田広明・増田俊樹）[310]

兵庫エフエム放送
- 4日
  - STU48の瀬戸内の胸の内（土曜 12:00 - 12:55。出演：STU48（週替わりメンバー）、珠久美穂子）[311]

#### 2017年12月放送開始
CBCラジオ
- 1日
  - CBCガールズコレクション「大矢真那のホームタウン」（金曜 21:00 - 21:40。出演：大矢真那、右手ナギ）[312][313]

ZIP-FM
- 5日
  - Kiss me tonight（火曜〈月曜深夜〉1:30 - 2:00。出演：Xmas Eileen）[314]

@FM
- 5日
  - ZUIZUI RADIO（火曜 19:30 - 19:55。出演：森下瑞堂、佐井祐里奈）[315]

### 番組名改題
文化放送
- 『小島よしお・オムニボットのおしゃべりモーニング!』（『小島よしお☆爆・笑太郎のギャグモーニング!』より）[要出典]

ニッポン放送
- 『中居正広 ON&ON AIR』（『中居正広 Some girl' SMAP』より）[5]

InterFM897
- 『LiveFans Presents★CHABOのマジカルMUSICツアー』（『LiveFans Presents★CHABOのマジカル60'sツアー』より）[316]

bayfm
- 『ShinTsuyo POWER SPLASH』（『SMAP POWER SPLASH』より）[2]

CBCラジオ
- 『AKB48 Team8 今夜は帰らない…』（『AKB48 今夜は帰らない』より）[317]

J-WAVE
- 『GROOVE LINE』（『GROOVE LINE Z』より）[103]

### 終了番組
- 1月26日
  - あしたラジオ!（アール・エフ・ラジオ日本）
  - サブカルカフェ（FM岡山）
- 2月11日 - 清水富美加 みなぎるPM（ニッポン放送）
- 3月13日 - 語りの劇場 グッとライフ（NHKラジオ第1）レギュラー放送終了
- 3月25日
  - RADIO EUTOPIA（FM COCOLO）
- 3月26日
  - SEIBU SOGO CREADIO（J-WAVE）[318]
- 3月27日
  - いち・にの三太郎〜赤坂月曜宵の口（TBSラジオ[319]）
  - 井上苑子のオールナイトニッポン0(ZERO)（ニッポン放送）
- 3月28日
  - back numberのオールナイトニッポン（ニッポン放送）
- 3月30日
  - ニューヨークのオールナイトニッポン0(ZERO)（ニッポン放送）
  - The Nutty Radio Show おに魂（NACK5）
  - MUSIC★J（※2016年度ナイターオフ期「シーズン1」）（STVラジオ）
- 8月26日
  - Saturday Hill's NEO! 〜土曜の昼はレディオ・ネオ〜（Radio NEO）
- 9月26日
  - RBCiラジオ エキサイトナイター（琉球放送）
- 11月4日
  - TBSラジオ エキサイトベースボール（TBSラジオ）
- 12月29日
  - チャットステーションL（ラジオ沖縄）
  - Island Today!（ラジオ沖縄）
  - U COOL LAB（エフエム沖縄）
- 12月30日
  - 見たい! 行きたい! 話したい!!（FM NACK5）

### 特別番組

#### 1月放送
- 1月1日
  - 新春スポーツスペシャル 徳さん×由伸監督 ドリームトーク2017（アール・エフ・ラジオ日本、10:00）
- 関西AMラジオ共同企画「いのちのラジオ〜真のバリアフリーとは」（〔毎日放送〕1月8日20:00。〔ラジオ関西〕1月17日20:00。〔朝日放送〕1月14日21:05。〔ラジオ大阪〕1月17日22:30。〔京都放送〕1月15日9:00。〔和歌山放送〕1月15日12:00。〔NHK[近畿地方]〕1月14日9:05。出演:林真一郎、藤原正美、八幡隆司〔ゆめ風基金〕、大橋グレース愛喜恵）[320]
- 1月7日、8日- 新春福袋ラジオ2017（FM高知、10:00 - 17:00）[321]

#### 7月放送
- 7月5日
  - RKB災害特別番組（RKB毎日放送。22:00-23:50）[322]
  - KBCラジオ 大雨特別番組（九州朝日放送。22:00-24:00）[323]
- 7月6日
  - RKBラジオ報道特別番組 福岡県に大雨特別警報（RKB毎日放送。17:56-21:00）[324]

#### 9月放送
- 9月16日
  - ホークス優勝特番 花の応援団スペシャル（RKB毎日放送。17:54 - 20:55）
  - 祝ホークス優勝 スマハラ サバドゥ・ワンダホースペシャル（九州朝日放送。17:50 - 20:00。DJ:スマイリー原島、ルーシー、田上和延、前田幸長）
  - 2017ホークス優勝特番（九州朝日放送。20:00 - 21:00。DJ:スマイリー原島、ルーシー、田上和延、前田幸長）
  - TOGGYの土曜の夜に優勝した! ホークスワンダホースペシャル!（九州朝日放送。21:00 - 22:45。DJ:TOGGY、田上和延）
- 9月18日
  - カープ優勝スペシャル 今夜はVeryカープ!連覇で最高で〜す!!（中国放送。17:39 - 24:00）[325][326]

#### 12月放送
- 12月27日 - 関ジャニ∞・丸山隆平 Bassist Bar（TBSラジオ、20:00。出演：丸山隆平（関ジャニ∞））[327]

#### 2回以上放送のシリーズ番組
- 18日 - 永縁 さだまさし〜永六輔を語る 笑って泣いて考えて、そして歌って〜（文化放送、21:00。出演：寺島尚正）[329][注 16]
- 1月22日 - NLA Presentsナキワラ!2016 全国ライブ（CBCラジオ、16:30 - 17:00。出演:長野県松本県ヶ丘高等学校ダンス部 L-chea、ヤタガラスーパーマーケット本日開店。司会:堀川ミュウ）
- 1月29日 - 福本晋悟の京都ビビビッ!（毎日放送、20:00）[注 17]
- 2月4日 - まほろばの奈良橿原 〜千年都市、再発見〜（ラジオ大阪、17:00）
- 9月1日
  - 防災の日関連番組
    - 防災の日特集 大阪発お笑いサバイバル 南海トラフ巨大地震（NHK大阪放送局 / NHKラジオ第一、9:05 - 11:49。出演:宮川花子、団長安田、三田麻央）
    - 防災の日スペシャル〜自然災害、つながる力で互いを守る（文化放送 / 全国AM38局、11:00 - 12:00。出演:関根勤、石川真紀）
- 10月1日 - 小林克也のNo.1 RADIO（中国放送、10:00 - 14:00）

#### 1年間で複数回放送された、または放送予定の特番
- 1月20日、27日 - 田村淳の酒道入門「大人への扉」（TOKYO FM、23:30 - 23:55）

#### レギュラー番組のスペシャル版
- 1月1日 
  - 今夜もオトパラ!開運ニッポンの初日の出（5:00 - 8:00。出演：松本秀夫、渡辺一宏）
  - 新春ホリデーSP家族びよりなお正月!迎春!ウメ子食堂（RKB毎日放送、10:00 - 17:30。出演：門馬良、葉山さつき、中嶋順子）
  - ラジオ65人のなかま（毎日放送、14:00。Nav:上泉雄一。出演：明石家さんま、青木功、田原総一朗）
- 1月3日 - すすめ!みらい戦隊!!2017ラジオの平和も守っちゃうぞスペシャル!（STVラジオ、21:30 - 21:50。出演：明石英一郎）[332]
- 2月8日 - 氷川きよし節スペシャル（文化放送、21:00 - 22:00。司会:氷川きよし、寺島尚正。出演：山川豊、田川寿美、水森かおり、西寄ひがし）[333][注 16]
- 12月30日
  - KEIYOGINKO GRAND COUNTDOWN REAL

#### イベント関連
- 1月9日 - 18（イチハチ）VOICE（NHKラジオ第1〔NHK福岡放送局〕、20:05。出演：田中卓志〔アンガールズ〕、三澤彩奈、吉田拓巳。進行:別井敬之）[334]

#### ラジオドラマ
- 1月29日 - KNBラジオ劇場『遠雷の聞こえる畔』（北日本放送、11:00。原作：田中博之。出演：木下一哉、粟島佳奈子）[336]

#### 2017年東京都議会議員選挙
※放送日時は投開票日の2017年7月2日を基準とする。
- NHKラジオ第一
  - 東京都議会議員選挙・開票速報
  - 放送時間：19:55 - 20:55
- TBSラジオ
  - 報道特別番組「まとめて!都議選」[注 19]
  - 放送時間：23:00 - 24:00[337]
- 文化放送
  - 東京都議会議員選挙開票速報 首都決戦!127議席の行方[338]
  - 放送時間：20:00 - 21:00
- ニッポン放送
  - 東京都議会議員選挙開票速報〜小池対自民勝つのはどっちだ?〜[339]
  - 放送時間：21:00 - 21:50・翌0:30 - 0:40
- TOKYO FM
  - TIMELINE 都議選スペシャル〜そして東京はこう変わる〜[注 20]
  - 放送時間：翌0:30 - 1:00

#### 第48回衆議院議員総選挙
※放送日時は投開票日の2017年10月22日を基準とする。
- TBSラジオ
  - 「総選挙スペシャル2017〜この選挙で何が終わり、何が始まるのか〜」（19:55 - 翌1:00。進行：荻上チキ、蓮見孝之、ナレーター：南部広美、コメンテーター：神保哲生、青木理、木村草太、中北浩爾、小泉悠、飯田泰之、麻木久仁子、武田一顯、崎山敏也）[340]
- 文化放送
  - 「SAKIDORI! 衆議院議員選挙開票スペシャル」（<第1部>19:50 - 20:30 <第2部>22:00 - 翌1:00。キャスター：斉藤一美、サブキャスター：永野景子、コメンテーター：石田純一、常井健一）[341]
- ニッポン放送
  - 「ニッポン放送衆議院選挙開票速報! 『国民はこう決断した!』」（19:50 - 翌0:00。アンカーマン:飯田浩司、コメンテーター:長谷川幸洋、鈴木哲夫）[342]
- TOKYO FM/JFN
  - 「2017年衆議院議員総選挙 特別番組『列島タイムライン』」（＜プロローグ＞20:00-20:05 <第1部・私たちが選ぶニッポンの今> 21:00-23:55。DJ:速水健朗、たかまつなな、柿崎明二、古賀涼子 <第2部・Think About NIPPON> 翌0:00 - 2:00。DJ:堀内貴之、マンボウやしろ、橋詰邦弘）[343]
- ラジオ大阪
  - 「衆議院議員総選挙特別番組『選挙Tonight×今夜が勝負!!』」（20:30-22:00）
- ラジオ関西
  - 「選挙です!林編集長」（＜第1部＞19:59 - 21:00、＜第2部＞23:00 - 23:45）
- RCC中国放送
  - 「衆議院選挙開票特別番組 第1部」(20:00 - 22:00)
  - 「衆議院選挙開票特別番組 第2部・ラジプリズム超開票速報」(22:00 - 翌0:00)
- 琉球放送
  - 「第48回衆議院議員総選挙　開票速報」（＜第1部＞19:55 - 22:00　＜第2部＞22:00 - 翌2:00）
- 東海ラジオ
  - 「第48回衆議院議員総選挙開票速報」（20:30 - 21:00）
  - 「第48回衆議院議員総選挙特別番組」（翌0:30 - 1:30。出演：源石和輝、森貴俊、前野沙織、井田勝也（以上東海ラジオアナウンサー）、飯尾歩（中日新聞論説委員））

### 放送時間移動など
- 4月3日 - うつみ宮土理のおしゃべりしましょ（ニッポン放送、10:35頃 - 10:40頃）帯番組に移行[344]
- 4月5日 - 星野源のオールナイトニッポン（ニッポン放送、1:00 - 3:00）曜日変更
- 4月7日 - タクマのHAPPY TIMES!!（東海ラジオ、月 - 金曜 9:00 - 12:00）金曜版開始
- 4月8日 - かにタク言ったもん勝ち（東海ラジオ、土曜 7:30 - 8:00）放送枠縮小
- 4月9日 - リトグリのハモれでぃお（東海ラジオ、日曜 23:00 - 23:30）放送時間移動
- 10月7日 - きくち教児の楽気!DAY（東海ラジオ、土曜 8:00 - 12:00）曜日変更

#### 放送再開
- 1月4日 - うつみ宮土理のおしゃべりしましょ（ニッポン放送、21:30-21:50）[345][346]